# Liste der Kulturdenkmale in Plagwitz (Leipzig), L–Z
Die Liste der Kulturdenkmale in Plagwitz (Leipzig) enthält die Kulturdenkmale des Leipziger Stadtteils Plagwitz, die in der Denkmalliste vom Landesamt für Denkmalpflege Sachsen mit Stand vom 2017 erfasst wurden.
Aus Platzgründen ist diese Liste geteilt. In dieser Liste sind die Kulturdenkmale in den Straßen mit den Anfangsbuchstaben L–Z erfasst. Die Kulturdenkmale in den Straßen A–K sowie ohne direkte Straßenangabe sind in der Liste der Kulturdenkmale in Plagwitz (Leipzig), A–K aufgeführt.

## Legende
- Bild: Bild des Kulturdenkmals, ggf. zusätzlich mit einem Link zu weiteren Fotos des Kulturdenkmals im Medienarchiv Wikimedia Commons. Wenn man auf das Kamerasymbol klickt, können Fotos zu Kulturdenkmalen aus dieser Liste hochgeladen werden:
- Bezeichnung: Denkmalgeschützte Objekte und ggf. Bauwerksname des Kulturdenkmals
- Lage: Straßenname und Hausnummer oder Flurstücknummer des Kulturdenkmals. Die Grundsortierung der Liste erfolgt nach dieser Adresse. Der Link (Karte) führt zu verschiedenen Kartendiensten mit der Position des Kulturdenkmals. Fehlt dieser Link, wurden die Koordinaten noch nicht eingetragen. Sind diese bekannt, können sie über ein Tool mit einer Kartenansicht einfach nachgetragen werden. In dieser Kartenansicht sind Kulturdenkmale ohne Koordinaten mit einem roten bzw. orangen Marker dargestellt und können durch Verschieben auf die richtige Position in der Karte mit Koordinaten versehen werden. Kulturdenkmale ohne Bild sind an einem blauen bzw. roten Marker erkennbar.
- Datierung: Baubeginn, Fertigstellung, Datum der Erstnennung oder grobe zeitliche Einordnung entsprechend des Eintrags in der sächsischen Denkmaldatenbank
- Beschreibung: Kurzcharakteristik des Kulturdenkmals entsprechend des Eintrags in der sächsischen Denkmaldatenbank, ggf. ergänzt durch die dort nur selten veröffentlichten Erfassungstexte oder zusätzliche Informationen
- ID: Vom Landesamt für Denkmalpflege Sachsen vergebene, das Kulturdenkmal eindeutig identifizierende Objekt-Nummer. Der Link führt zum PDF-Denkmaldokument des Landesamtes für Denkmalpflege Sachsen. Bei ehemaligen Kulturdenkmalen können die Objektnummern unbekannt sein und deshalb fehlen bzw. die Links von aus der Datenbank entfernten Objektnummern ins Leere führen. Ein ggf. vorhandenes Icon  führt zu den Angaben des Kulturdenkmals bei Wikidata.

## Liste der Kulturdenkmale in Plagwitz, L–Z
| Bild                                    | Bezeichnung | Lage                                                                                           | Datierung | Beschreibung | ID       |
| --------------------------------------- | --- | ---------------------------------------------------------------------------------------------- | --- | --- | -------- |
|                                         | Mietshaus in geschlossener Bebauung | Lauchstädter Straße 3 (Karte)                                                                  | um 1905 (Mietshaus) | Putzfassade in Formen des Späthistorismus mit Jugendstilanklängen, Putz-, Kunststein- und Klinkergliederungen, ortsentwicklungsgeschichtlich und baugeschichtlich von Bedeutung | 09298920 |
|                                         | Mietshaus in halboffener Bebauung, mit Hofgebäude | Lauchstädter Straße 4 (Karte)                                                                  | 1892 (Mietshaus) | historistische Klinkerfassade, Putz- und Kunststeingliederungen, zurückhaltende Rhythmisierung durch unterschiedliche Fensterrahmungen, Hofgebäude Putzbau, ortsentwicklungsgeschichtlich und baugeschichtlich von Bedeutung | 09298921 |
|                                         | Mietshaus in geschlossener Bebauung | Lauchstädter Straße 5 (Karte)                                                                  | um 1880 (Mietshaus) | historistische Putzfassade mit Putz- und Sandsteingliederungen, flache Vorlagen und angedeuteter Erker, darüber Zwerchhaus, Hausdurchgang, ortsentwicklungsgeschichtlich und baugeschichtlich von Bedeutung | 09298919 |
| Direkt Bild zu diesem Denkmal hochladen | Turnhalle in geschlossener Bebauung (Anschrift: Schmiedestraße 12, heute erschlossen über Lauchstädter Straße 6/8) | Lauchstädter Straße 6; 8 (Karte)                                                               | 1886 (Turnhalle) | historistische Klinkerfassade in gotisierenden Formen, mit Klinker- und Steingliederungen, rückwärtig Erweiterungsbau im Stil des Neuen Bauens als Putzfassade mit Putzgliederungen, Architekten: Bock, Paatzsch & Thier, ortsentwicklungsgeschichtlich, sozialgeschichtlich und baugeschichtlich von Bedeutung Denkmaltext Pläne für den Neubau einer Turnhalle einschließlich einer sie umgebenden Freifläche legte Architekt Ernst Riedel im Jahr 1886 vor. Die Initiative ging vom Turnverein Plagwitz aus, der vom Vorstand Hermann Haferkorn vertreten wurde. Im September konnte das Turnhallengebäude mit Flügelanbau, Vereinsräumen sowie eine Wohnung (wohl für den Hallenwart) bezogen werden. Eingerichtet waren neben Garderobe und Toiletten auch ein Turnrathsitzungsraum und ein Turnrathjourzimmer, die Halle selbst besaß eine Galerie. 1904 unterzeichneten Vorsitzender Moritz Thiele und Ernst Barth als 1. Schriftführer den Antrag für die Einfriedung entlang der damaligen Mühlenstraße 6/8: eiserne Gitter kamen auf einem gemauerten Sockel zu stehen. Zwischen 1913 und 1928 erfolgten keine wesentlichen baulichen Veränderungen am Grundstück. Der Antrag für einen Um- und Erweiterungsbau wurde im Februar 1930 gestellt von den Architekten Bock/Paatzsch/Thier, die zudem für die Bauleitung und die statischen Berechnungen unter Vertrag standen. Hinsichtlich der Ausführung konnte das Baugeschäft Louis Löbe gewonnen werden, unterschrieben hatten Walter Zeibig als 1. Vorsitzender und Kurt Donndorf als 1. Schriftführer. Nach Abbruch des Anbaus im Hof kam ein neuer Anbau zur Aufführung mit kleiner Turnhalle und darüber befindlichem Fechtsaal. Somit veränderte sich das Erscheinungsbild der Hofseite völlig, als neue Putzfassade über einem Sockel und mit partieller Gliederung von dunklen Klinkersteinen. Die Hauptschauseite zur Schmiedestraße besitzt eine Klinkerfassade über Zykloßmauerwerksockel. In Sandstein gefertigt sind die profilierte Traufe und Lünetten-Medaillons wohl ehemaliger Stifter und bekannter Sportvertreter, so unter anderem von Dr. Justus Carl Lion (1829-1901), ab 1862 Turndirektor des städtischen Schulwesens in Leipzig sowie Dr. M. Arndt. Leider verloren sind zwei schmiedeeiserne Maueranker über dem Haupteingang, die Inschrift über dem seitlichen Zugang lautet "Dem Vaterland die ganze Kraft". Später gelangte das Grundstück in städtischen Besitz, 1996 wurde der Einbau einer Be- und Entlüftungsanlage vom Hochbauamt der Stadt Leipzig, Abteilung Sportbauten, beabsichtigt. Baugeschichtlich und sozialgeschichtlich von Bedeutung, Zeugnis des hohen Stellenwertes sportlicher Erziehung in Leipzig. LfD/2014 | 09264220 |
|                                         | Mietshaus in geschlossener Bebauung | Lauchstädter Straße 7 (Karte)                                                                  | um 1880 (Mietshaus) | historistische Putzfassade mit Putz- und Kunststeingliederungen, ortsentwicklungsgeschichtlich und baugeschichtlich von Bedeutung | 09298918 |
|                                         | Mietshaus in geschlossener Bebauung | Lauchstädter Straße 9 (Karte)                                                                  | 1879-1880 (Mietshaus) | historistische, später geglättete Putzfassade, Tordurchfahrt, ortsentwicklungsgeschichtlich von Bedeutung | 09292461 |
|                                         | Mietshaus in geschlossener Bebauung | Lauchstädter Straße 11 (Karte)                                                                 | um 1890 (Mietshaus) | historistische Putzfassade mit Kunststeingliederungen, ortsentwicklungsgeschichtlich und baugeschichtlich von Bedeutung | 09298917 |
|                                         | Mietshaus in geschlossener Bebauung | Lauchstädter Straße 15 (Karte)                                                                 | um 1895 (Mietshaus) | historistische Putzfassade mit Kunststeingliederungen, Tordurchfahrt und Läden, ortsentwicklungsgeschichtlich und baugeschichtlich von Bedeutung | 09298916 |
|                                         | Mietshaus in geschlossener Bebauung | Lauchstädter Straße 15b (Karte)                                                                | um 1900 (Mietshaus) | historistische Putzfassade mit Kunststeingliederungen in gotisierenden Formen, seitlich angedeuteter Erker, ortsentwicklungsgeschichtlich und baugeschichtlich von Bedeutung | 09298915 |
| Weitere Bilder                          | Mietshaus in geschlossener Bebauung in Ecklage | Lauchstädter Straße 17 (Karte)                                                                 | 1872 (Mietshaus) | historistische, später vereinfachte Putzfassade mit Putz- und Steingliederungen, ehemals mit Gaststätte »Drei Rosen«, Läden, ortsentwicklungsgeschichtlich von Bedeutung | 09298748 |
|                                         | Mietshaus in geschlossener Bebauung | Lauchstädter Straße 19 (Karte)                                                                 | um 1870 (Mietshaus) | schlichte historistische, später vermutlich vereinfachte Putzfassade mit Putzgliederungen, Hausdurchgang, ortsentwicklungsgeschichtlich von Bedeutung | 09263526 |
| Weitere Bilder                          | Mietshaus in geschlossener Bebauung | Lauchstädter Straße 21 (Karte)                                                                 | 1875 (Mietshaus) | historistische Putzfassade mit Putz- und Steingliederungen, seitliche Vorlage mit Tordurchfahrt, ortsentwicklungsgeschichtlich und baugeschichtlich von Bedeutung | 09292271 |
| Weitere Bilder                          | Mietshaus in geschlossener Bebauung | Lauchstädter Straße 23 (Karte)                                                                 | 1882 (Mietshaus) | historistische Putzfassade mit Putz- und Sandsteingliederungen, Tordurchfahrt und Laden, ortsentwicklungsgeschichtlich und baugeschichtlich von Bedeutung | 09264153 |
|                                         | Mietshaus in ehemals geschlossener Bebauung | Lauchstädter Straße 24 (Karte)                                                                 | 1904 (Mietshaus) | Klinkerfassade zwischen Späthistorismus und Jugendstil, Kunst- und Klinkergliederungen, ehemals Läden, ortsentwicklungsgeschichtlich und baugeschichtlich von Bedeutung | 09264154 |
|                                         | Mietshaus in geschlossener Bebauung, mit Hofpflasterung | Lauchstädter Straße 25 (Karte)                                                                 | 1882 (Mietshaus) | historistische Putzfassade mit Kunststein- und Putzgliederungen, Hausdurchgang, zugesetzter Laden, ortsentwicklungsgeschichtlich und baugeschichtlich von Bedeutung | 09264155 |
|                                         | Mietshaus in geschlossener Bebauung | Lauchstädter Straße 29 (Karte)                                                                 | 1890 (Mietshaus) | reiche historistische Putz-Klinker-Fassade mit Putz- und Kunststeingliederungen, Mittenbetonung durch Vorlage, ehemals Läden, ortsentwicklungsgeschichtlich und baugeschichtlich von Bedeutung | 09264156 |
| Weitere Bilder                          | Mietshaus in geschlossener Bebauung in Ecklage | Lauchstädter Straße 31 (Karte)                                                                 | 1888 (Mietshaus) | reiche historistische Putz-Klinker-Fassade mit Putz- und Kunststeingliederungen, risalitartige Eckgestaltung mit Erker, seitliche Vorlagen, ehemals Läden, straßenbildprägend, ortsentwicklungsgeschichtlich und baugeschichtlich von Bedeutung | 09264157 |
|                                         | Feuerwehrgebäude in geschlossener Bebauung | Lauchstädter Straße 37 (Karte)                                                                 | 1888 (Feuerwache) | historistischer Klinkerbau mit Stein- und Klinkergliederungen, Treppenhausrisalit und vorgezogene Einfahrten, westlich anschließend moderner Erweiterungsanbau (kein Denkmal), ortsentwicklungsgeschichtlich, baugeschichtlich und sozialgeschichtlich von Bedeutung | 09264160 |
| Weitere Bilder                          | Ehemaliges Umspannwerk (Lauchstädter Straße 51) mit ehemaligem Beamtenwohnhaus (Lauchstädter Straße 43), Einfriedung mit zwei Toreinfahrten sowie Pflaster | Lauchstädter Straße 43; 51 (Karte)                                                             | um 1905 (Umspannwerk) | Klinkerbauten in Formen des ausgehenden Historismus und Jugendstils, Kunststein- und Klinkergliederungen, Umspannwerk mit charakteristischen Thermenfenstern, Beamtenwohnhaus in rückwärtiger Lage, Zeugnis der Energieversorgung in früherer Zeit, baugeschichtlich, ortsentwicklungsgeschichtlich und technikgeschichtlich von Bedeutung | 09264162 |
|                                         | Mietshaus in geschlossener Bebauung | Lauchstädter Straße 44 (Karte)                                                                 | 1893-1894 (Mietshaus) | historistische Putzfassade mit Kunststein- und Putzgliederungen, ortsentwicklungsgeschichtlich und baugeschichtlich von Bedeutung Denkmaltext Der in der Turnerstraße wohnende Zimmermann Friedrich Ernst Albrecht beauftragt 1893 den Architekten Heinrich Lindemann mit Entwurf und Bauleitung für ein Vorderwohngebäude nebst Waschhaus, das im März 1894 fertig gestellt wird. Zeittypischer Mietshausbau im geschlossenen Straßenzug mit Putzfassade, ehemals Schieferdach und teilweise erhaltener Ausstattung, drei Wohnungen pro Etage. Zeugnis der Entwicklung von Plagwitz zum städtisch geprägten Industrievorort sowie charakteristisches Beispiel der Mietwohnungsbaues um 1900, hierdurch von ortsentwicklungsgeschichtlicher und baugeschichtlicher Bedeutung. LfD/2008 | 09301957 |
|                                         | Mietshaus in halboffener Bebauung | Lauchstädter Straße 53 (Karte)                                                                 | um 1905 (Mietshaus) | Putzfassade in Formen des Jugendstils, Putzgliederungen und Putzdekor, aus der Mitte verschobene Vorlage, Tordurchfahrt, ortsentwicklungsgeschichtlich und baugeschichtlich von Bedeutung | 09299188 |
|                                         | Mietshaus in geschlossener Bebauung | Lauchstädter Straße 55 (Karte)                                                                 | um 1905 (Mietshaus) | Klinkerfassade in späthistoristischen Formen mit Jugendstileinschlag, Kunststein- und Putzgliederungen, abgeknickte seitliche Achse mit angedeutetem Erker, ehemals Laden, ortsentwicklungsgeschichtlich und baugeschichtlich von Bedeutung | 09299407 |
|                                         | Mietshaus in geschlossener Bebauung | Lauchstädter Straße 57 (Karte)                                                                 | 1905 (Mietshaus) | späthistoristische Putz-Klinker-Fassade mit Putz- und Kunststeingliederungen, abgeknickte seitliche Achse durch Pilaster- und Lisenenrahmung sowie breitere Fenster betont, ortsentwicklungsgeschichtlich und baugeschichtlich von Bedeutung | 09264163 |
| Direkt Bild zu diesem Denkmal hochladen | 14 Mehrfamilienhäuser einer Wohnanlage, bestehend aus zwei Wohnhauszeilen (Erich-Zeigner-Allee 81-91 und Limburgerstraße 7 sowie Erich-Zeigner-Allee 93-103 und Antonienstraße 12), mit Vorgärten und Grünfläche (zwischen Nr. 91 und Nr. 93) | Limburgerstraße 7 (Karte)                                                                      | zwischen 1920 und 1925 (Mehrfamilienwohnhaus)                                                                                | traditionalistische Putzfassade, Architekt: Stadtbaurat James Bühring, städtebauliche und sozialgeschichtliche Bedeutung | 09294948 |
| Direkt Bild zu diesem Denkmal hochladen | Einzeldenkmale o. g. Sachgesamtheit: sechs Mehrfamilienhäuser einer Wohnanlage (siehe auch Sachgesamtheitsdokument - Obj. 09305157, Erich-Zeigner-Allee 66-92) | Limburgerstraße 9; 11; 13; 15; 17; 19 (Karte)                                                  | 1940-1944 (Mehrfamilienwohnhaus)                                                                                             | Putzfassade, viergeschossige Wohnbauten mit schlichten Putzfassaden und zurückhaltenden Natursteingliederungen, Zeugnis des von kriegswirtschaftlichen Zielen geleiteten Wohnungsbaus in der NS-Zeit, baugeschichtlich und sozialgeschichtlich von Bedeutung Denkmaltext Denkmaltext zu Objekten Limburgerstraße 13, 15, 17, 19 (siehe auch Einsteinstraße 1, 3, 5) Die acht Mietshäuser an der Ecke Limburger Str./ Einsteinstr. wurden im Rahmen des Bauprogrammes der Luftwaffenindustrie des Deutschen Reiches mit Dringlichkeitsstufe 1 zwischen 1940 und 1944 errichtet. Als Bauherr fungierte die „Gemeinnützige Wohnungs-Baugenossenschaft in Leipzig eGmbH“, mit Entwurf und Bauleitung wurde der Leipziger Architekt Arthur Naumann betraut. Zu einem Baublock gehören jeweils vier Häuser mit ursprünglich 32 Wohnungen (2-Spänner). Anfang 1941 wurde angeordnet, dass „von vornherein bombensichere Luftschutzräume gleichzeitig mit der Errichtung der Neubauten auszuführen sind“. Im Zuge der Sanierung zwischen 2000 und 2007 (Limburger Str. 13, 15: 2000, Einsteinstr. 3, 5: 2005, Einsteinstr. 1/Limburger Str. 19: 2006/07) wurden die Häuser an den Rückfassaden mit Balkonanlagen ausgestattet, es kam teilweise auch zu Veränderungen an den Grundrissen. Die schlichten, viergeschossigen Wohnbauten mit Doppelfenstern sind zeittypisch völlig dekorlos und glatt verputzt (in „altdeutscher Weise“). Lediglich die Achsen der jeweils mittig liegenden Eingänge sind durch einen kleinen Vorsprung betont. Sockelzone sowie Eingänge sind mit Dornreichenbacher Bruchstein verblendet. Die ursprüngliche Dachdeckung mit naturbraunen Hohlpfannen wurde bei der Sanierung durch ziegelrote Falzziegel ersetzt. Die Siedlung steht in ihrer Anlage und Gestalt exemplarisch für den Siedlungsbau während des Zweiten Weltkrieges, wo der Schaffung von Wohnraum für Angestellte kriegswichtiger Wirtschaftszweige eine hohe Priorität zukam. | 09298847 |
| Direkt Bild zu diesem Denkmal hochladen | Einzeldenkmale der Wohnanlage Wohnungsbaugesellschaft Leipzig-West: sechs Mehrfamilienhäuser einer Wohnanlage (siehe auch Sachgesamtheitsdokument - Obj. 09304789) | Limburgerstraße 23; 25; 27; 29; 31; 33 (Karte)                                                 | 1928-1929 (Mehrfamilienwohnhaus)                                                                                             | zeittypische Wohnanlage der 1920er Jahre, Zeugnis des sozialen Wohnungsbaues der Weimarer Republik, Putzbauten, teils mit Klinkergliederungen, Einflüsse des Art déco und des Neuen Bauens, siehe auch Antonienstraße 14-22, Einsteinstraße 2-20, Klarastraße 1-22 und Zschochersche Straße 81-105, Architekt: Richard Wagner, baugeschichtlich, sozialgeschichtlich und ortsentwicklungsgeschichtlich von Bedeutung | 09298846 |
| Direkt Bild zu diesem Denkmal hochladen | Sachgesamtheit Wohnanlage Wohnungsbaugesellschaft Leipzig-West, mit den Einzeldenkmalen: Mehrfamilienhäuser in Blockbebauung (siehe Einzeldenkmalliste - Obj. 09264308, Zschochersche Straße 81-105), Mehrfamilienhäuser in Blockbebauung (siehe Einzeldenkmalliste - Obj. 09264309, Antonienstraße 14-22), acht Mehrfamilienhäuser als zwei Wohnblöcke (siehe Einzeldenkmalliste - Obj. 09263719, Klarastraße 1, 3, 5, 7 und Klarastraße 2, 4, 6, 8), Mehrfamilienhäuser in Blockbebauung (siehe Einzeldenkmalliste - Obj. 09263719, Klarastraße 9-20), Mehrfamilienhäuser als Blockbebauung (siehe Einzeldenkmalliste - Obj. 09298846, Limburger Straße 23-33) und vier Mehrfamilienhäuser als Wohnblock (siehe Einzeldenkmalliste - Obj. 09298844, Einsteinstraße 2, 4, 6, 8) und Mehrfamilienhäuser in Blockbebauung (siehe Einzeldenkmalliste - Obj. 09298844, Einsteinstraße 10-20), mit Vorgärten an der Antonien-, Einstein- und Klarastraße, begrünten Innenhöfen und den Sachgesamtheitsteilen: weitere Mehrfamilienhäuser (Einsteinstraße 10, Klarastraße 20 und Limburger Straße 33a, ergänzende Neubauten) | Limburgerstraße 23; 25; 27; 29; 31; 33; 33a (Karte)                                            | 1926-1929 (Wohnanlage) | zeittypische Wohnanlage der 1920er Jahre, Zeugnis des sozialen Wohnungsbaues der Weimarer Republik, in verschiedenen Typen entworfene Putzbauten, teils mit Klinkergliederungen, Einflüsse des Art déco und des Neuen Bauens, Architekt: Richard Wagner, baugeschichtlich, sozialgeschichtlich und ortsentwicklungsgeschichtlich von Bedeutung | 09304789 |
| Weitere Bilder                          | Einzeldenkmale o. g. Sachgesamtheit: Mehrfamilienhauszeile einer Wohnanlage, mit Einfriedung und Toranlage (siehe auch Sachgesamtheitsdokument - Obj. 09305210) | Limburgerstraße 35; 37; 39; 41 (Karte)                                                         | 1926-1927 (Mehfamilienhauszeile), 1951-1952, Nrn. 43/45, Sachgesamtheitsteil (Mehrfamilienwohnhaus), 1926-1927 (Einfriedung) | Putzfassaden mit Klinkergliederung, siehe auch Zschochersche Straße 86-94, Siemensstraße 14-22 und Wachsmuthstraße 7-15, Architekt: Stadtbaurat Hubert Ritter, baugeschichtlich, ortsentwicklungsgeschichtlich und städtebaulich von Bedeutung Denkmaltext Am 29. März 1926 wurde durch die Entwurfsabteilung des städtischen Hochbauamtes eine Planvorlage an das Wohnungsfürsorgeamt der Stadt Leipzig übersandt, das als Bauherr auftrat und durch Dr. Nitzsche zeichnungsberechtigt vertreten wurde. Die Pläne entstanden größtenteils im Dezember 1925 und Januar 1926, unterzeichnet wurden die Vorlagen vom Leiter des Hochbauamtes, dem Architekten Hubert Ritter (auf einigen Plänen vom Dezember 1925 befindet sich der Name Heidrich, auf denen vom 19. Januar 1926 ist mitunter der Name Seidler vermerkt). Ritter bzw. das Hochbauamt fungierten zudem als Bauleiter für das Projekt. Ein neuer farbiger Gesamtplan der Anlage mit Wegenetz und den vorgesehenen Baumpflanzungen datiert vom April 1926. Im gleichen Monat erging ein Antrag, mit den Ausschachtungsarbeiten beginnen zu dürfen (vorzeitiger Baubeginn), was im Leipziger Mietshausbau bereits seit Jahrzehnten praktiziert wurde. Der Bericht zur Grundbauprüfung trägt das Datum 1. Juni 1926 – am 3. Juli wurde die Baugenehmigung ausgereicht. Gesondert kamen Pläne für die Einfriedung an der Siemensstraße zur Beantragung, ebenso für die an der gleichen Straße gelegene Umformerstation. Für die Ausführung der Anlage wurden verschiedene Firmen unter Vertrag genommen: Ohme & Bechert sowie das Baugeschäft für Eisenbetonbau Carl Brömme, Baumeister Alfred Raue, das Baugeschäft Eduard Steyer, Baumeister A. Max Grosse als Inhaber des Baugeschäftes F. August Grosse für Hoch- und Tiefbau. Namhaft ist ferner Franz Zimmermann sowie die AG für Bauausführungen Hoch-, Tief- und Eisenbetonbau. Für die Wohnhausbauten erfolgte die Schlussprüfung am 19. Januar des Jahres 1927. Das im Mittelpunkt der Anlage eingeordnete zentrale Gebäude entstand zwischen April 1926 und April 1927 mit der Nutzung als Jugendheim, Zentralwäscherei, öffentliches Volksbad, daneben waren vorhanden eine Dienstwohnung und ein öffentlich zugänglicher Dachgarten. Zu DDR-Zeiten war hier ein Kindergarten eingerichtet. Im Zweiten Weltkrieg wurden die Häuser Wachsmuthstraße 5 und Limburgerstraße 43/45 weitgehend zerstört und im Frühjahr 1951 Pläne für den Wiederaufbau erarbeitet und Gutachten erstellt. Auftraggeber war die Stadt Leipzig, Stelle für Investitionen bzw. die KWA-Gruppe für Haus- und Grundbesitz. Entwurfsarbeiten und die Bauleitung übernahmen das Zweigbüro Leipzig im Landesprojektierungsbüro VEB Bauplanung Sachsen sowie die Ausführungs des Projektes der VEB Bau, Örtliche Industrie der Stadt Leipzig, Abteilung Bauhauptgewerbe. Bereits gut zwölf Monate später konnten sämtliche 36 Wohnungen bezogen werden. Alle drei Häuser besaßen quasi gleiche Grundrisse und sollten sich in ihrem Erscheinungsbild „deutlich vom alten Zustand absetzen“, ferner „für sich einwandfrei in der Aufteilung sein“. Sie zeugen vom behutsamen Umgang mit der vorhandenen Bausubstanz, als eine qualitätvolle Lösung für 'Neubau im Bestand' gefunden wurde, sozial- und baugeschichtlich ist der Wiederaufbau innerhalb nur eines Jahres sehr bemerkenswert. Die 36 Wohnungen in den als Dreispänner konzipierten viergeschossigen Häusern gehörten übrigens zu jenen 230 Wohnungen, die der Stadt Leipzig für das Jahr 1951 von der DDR-Regierung, Ministerium für Aufbau, bewilligt worden waren. Sämtliche Mauern wurden mit Normalziegeln errichtet und verputzt, die „Decken als Stahlsteindecken erstellt“ und die hölzerne Dachkonstruktion mit Biberschwänzen gedeckt. An der Limburger-, der Wachsmuth- sowie der Zschocherschen Straße bilden fünf oder sechs aneinangerstehende Mietshäuser eine Wohnhauszeile, während an der Siemensstraße zwei Doppelmietshäuser in Giebelstellung den Blick auf den zentralen „Gemeinschaftsbau“ lenken. Die Inszenierung des Solitärs wird durch eine ihm vorgelagerte Grünanlage sowie die Einfriedungsmauern an der Siemensstraße mit ungewöhnlich aufwendigen schmiedeeisernen Toren und zwei Plastiken auf hohen Torpfeilern unterstrichen. Sämtliche Gebäude sind über sichtbarem, teilweise bis weit ins Parterre gezogenem Klinkersockel verputzt, mit Klinkerbändern gegliedert und besitzen vorstehende Treppenhäuser zur Rhythmisierung der mit Ziegeldächern abschließenden Baukörper. Hofseitig öffnen sich kleine Loggien in den begrünten Innenhof, in dem eine mittig angeordnete Allee und Terrassen sowie auch zur Wäschetrocknung dienende Rasenflächen einen bemerkenswerten Gestaltungswillen zeigen. In den Erdgeschossen der Zschocherschen Straße – einer Leipziger Hauptverkehrsader und Ausfallstraße - wurden von Anfang an Läden vorgesehen. Von Interesse ist das Vorhaben im Jahr 1962 zur Umstellung des Ladens in Nummer 94 auf Selbstbedienung durch die Konsum-Genossenschaft Leipzig Südwest eGmbH. Mit Ausnahme der beiden Wohnblöcke im Inneren mit entstellenden Kunststofftüren und -fenstern sind für die übrigen Mietshäuser original erhaltene Ausstattungselemente zu konstatieren: die Hauseingangstüren und Treppenhäuser, Wohnungseingangstüren und Treppenhausfenster, Fußbodenkacheln und eiserne Gitter. Das Transformatorenhaus an der Siemensstraße, als kompletter Klinkerbau, ehemals mit Schieferdeckung, fügt sich als reiner Funktionsbau hinsichtlich seiner Gestaltung in die Gesamtanlage ein. LfD/2012, 2014 | 09264313 |
|                                         | Doppelmietshaus in offener Bebauung mit Vorgärten | Limburgerstraße 47; 49 (Karte)                                                                 | um 1900 (Doppelmietshaus) | Klinkerfassade in Formen des ausgehenden Historismus mit Jugendstildekor, Kunststeingliederungen, ortsentwicklungsgeschichtlich und baugeschichtlich von Bedeutung | 09264165 |
|                                         | Doppelmietshaus in offener Bebauung mit Vorgärten und Einfriedung (bei Nr. 51) | Limburgerstraße 51; 53 (Karte)                                                                 | um 1905 (Doppelmietshaus) | Klinkerfassade in Formen des ausgehenden Historismus mit Jugendstileinschlag, Kunststein- und Klinkergliederung, ortsentwicklungsgeschichtlich und baugeschichtlich von Bedeutung | 09264166 |
|                                         | Doppelmietshaus in offener Bebauung mit Vorgarten und Einfriedung | Limburgerstraße 55; 57 (Karte)                                                                 | um 1905 (Doppelmietshaus) | Klinkerfassade in Formen des ausgehenden Historismus mit Jugendstileinschlag, Kunststeingliederungen, ehemals Läden, ortsentwicklungsgeschichtlich und baugeschichtlich von Bedeutung | 09264167 |
|                                         | Doppelmietshaus in offener Bebauung mit Vorgarten | Limburgerstraße 59; 61 (Karte)                                                                 | 1902 (Doppelmietshaus) | Klinkerfassade in Formen des ausgehenden Historismus, Kunststeingliederungen, Hofgebäude ehemals Ställe mit Heuboden, ortsentwicklungsgeschichtlich und baugeschichtlich von Bedeutung Denkmaltext Im September 1898 erlassene Bauvorschriften regelten die Struktur und Gestaltung "für das Hermann Kramersche Areal zwischen der Limburger- und Siemensstraße, der Gießer- und der Wachsmuthstraße in Leipzig-Kleinzschocher". Auf zwei Grundstücken entstand 1902 ein Doppelmietshaus im Auftrag des Maurers Emil Albrecht, Bauleitung übernahm Maurermeister Moritz Albrecht, dem wohl auch die Entwurfszeichnungen zuzusprechen sind. Die klassischen Zweispänner mit jeweils zwei Stuben und Küche, AWC sowie einer oder zwei Kammern. Zeichnungen für die Staketen-Einfriedungen folgten etwas später. Eine Werkstelle war nebst Waschküche im kleinen Hofgebäude bei Nummer 61 vorgesehen, das benachbarte Hofgebäude (Nummer 59) besaß Pferdestall, Geschirrkammer und ebenfalls einen Waschplatz. Auf dem Grundstück 61 ließ 1925 der Eigentümer, Fuhrwerksbesitzer Karl Friedrich Schumann, einen Pferdestall mit Stroh- und Futterboden errichten. Hier 1995/1996 Planungen für Modernisierung/Umbau/Sanierung des Wohngebäudes mitsamt Dachgeschossausbau. Haus Nummer 59 wurde wohl erst 2012 saniert. Die gespiegelte Fassade des Doppelhauses ist verklinkert, die Fenster besitzen Kunststeinrahmungen mit zum Teil großzügigen Verdachungen, die Traufe ist mit einem edlen Stuckfries verziert. Originale Ausstattungselemente sind in beiden Mietshäusern erhalten, die Hofgebäude und Vorgartenumfriedungen sämtlichst abgebrochen. Baugeschichtlicher und stadtbaugeschichtlicher Wert, das Haus ist Bestandteil im Übergangsgebiet zwischen Wohnbebauung und dem Plagwitzer Fabrikareal. LfD/2013 | 09264168 |
|                                         | Doppelmietshaus in offener Bebauung mit Einfriedung (bei Nr. 69) und Vorgärten | Limburgerstraße 67; 69 (Karte)                                                                 | um 1905 (Doppelmietshaus) | Putzfassade in Formen des ausgehenden Historismus mit Jugendstileinschlag, Putz- und Kunststeingliederungen, ortsentwicklungsgeschichtlich und baugeschichtlich von Bedeutung | 09264169 |
| Direkt Bild zu diesem Denkmal hochladen | Mehrfamilienhäuser (Gießerstraße 41/43 und Limburgerstraße 68/70) einer Wohnanlage, mit Vorgarten zur Limburgerstraße | Limburgerstraße 68; 70 (Karte)                                                                 | 1938 (Wohnblock) | über Eck stehende Putzbauten in schlichten Formen der 1930er Jahre, Sockel mit Natursteinverkleidung, Zeugnis des Mietwohnungsbaues der NS-Zeit, ortsentwicklungsgeschichtlich und baugeschichtlich von Bedeutung | 09299157 |
| Weitere Bilder                          | Ehemalige Fabrikanlage mit mehreren Fabrikgebäuden (Limburgerstraße 74a-d und Klingenstraße 15c), einem Verwaltungs- und Laborgebäude (Limburger Straße 72) sowie einer Fabrikhalle (Gießerstraße 46) und der Atlasfigur an der Tordurchfahrt | Limburgerstraße 72; 74a; 74b; 74c; 74d (Karte)                                                 | 1897 (Fabrikanlagenteil), 1910, Hauptgebäude (Fabrikgebäude), 1907 (Fabrikhalle)                                             | reich gegliederte Klinkerbauten in späthistoristischen und jugendstiligen Formen, verschiedentlich eiserne Zieranker, innere Konstruktion teils in Stahlbeton, überlebensgroße Steinplastik des globustragenden Atlas, Fritz Schulz jun. Aktiengesellschaft einst weltweit tätiger Hersteller von Reinigungs-, Pflege- und Schädlingsbekämpfungsmitteln, Zeugnis für die Entwicklung von Plagwitz zum bedeutenden Industriestandort, ortsentwicklungsgeschichtliche, baugeschichtliche und industriegeschichtliche Bedeutung | 09264164 |
|                                         | Werkzeugmaschinenfabrik Ferdinand Kunad; Metallfabrik I. Eberspächer; später VEB Blechverformungswerk: Verwaltungs- und Produktionsgebäude, zwei Fabrikhallen sowie Pförtnerhaus einer Fabrikanlage | Markranstädter Straße 1 (Karte)                                                                | 1889-1890 (Fabrikgebäude), 1905, Neubau eines Gießereigebäudes (Fabrikgebäude), 1939-1940 (Fabrikgebäude)                    | historistische, teils reich gegliederte Klinkerbauten der Fa. Ferdinand Kunad Werkzeugmaschinenfabrik, seit 1936 Fa. I. Eberspächer Esslingen, Neubau einer zweigeschossigen Fabrikationshalle, ebenfalls als Ziegelbau, Architekt Curt Schiemichen, Zeugnis der Industrieentwicklung in Plagwitz als Zentrum des Maschinenbaus, ortsentwicklungsgeschichtlich, baugeschichtlich und industriegeschichtlich von Bedeutung, als Arbeits- und Lehrstätte des Kommunisten und Widerstandskämpfers Georg Schumann auch zeitgeschichtlicher Zeugniswert | 09264171 |
|                                         | Drahtstiftefabrik M. Billhardt: Fabrikgebäude | Markranstädter Straße 4 (Karte)                                                                | 1908 (Fabrikgebäude) | schmaler, sich in die Tiefe erstreckender Klinkerbau, dreigeschossiger Kopfteil im Reformstil um 1910, Putzgliederungen und Ziergiebel, rückwärtiger zweigeschossiger Gebäudetrakt wohl etwas älter, als ehemaliger Teil einer Fabrikanlage Zeugniswert für die Rolle von Plagwitz als Industriestandort, ortsentwicklungsgeschichtlich und industriegeschichtlich von Bedeutung | 09261803 |
|                                         | Verwaltungsgebäude einer ehemaligen Fabrikanlage | Markranstädter Straße 8 (Karte)                                                                | um 1890 (Verwaltung) | historistische Klinkerfassade mit Kunststein- und Klinkergliederungen, als ehemaliger Teil einer Fabrikanlage Zeugniswert für die Rolle von Plagwitz als Industriestandort, ortsentwicklungsgeschichtlich und industriegeschichtlich von Bedeutung | 09299011 |
| Direkt Bild zu diesem Denkmal hochladen | Eisengroßhandlung und Eisenbau C. F. Weithas Nachf. (ehem.); später Kirow-Werke: Eisengroßhandlung und Eisenbau C. F. Weithas Nachf. (ehem.): Fabrikhalle (Anschrift: Gießerstraße 29 und Markranstädter Straße 8b) | Markranstädter Straße 8b (Karte)                                                               | 1910-1912 (Fabrikhalle) | ehemalige, dreischiffige Montagehalle für Eisenkonstruktionen, Klinkerfassade mit Rundbogenöffnungen und Schmuckgiebel, Halle mit Oberlicht, C. F. Weithas Nachf. traditionsreiches Leipziger Unternehmen für Eisenprodukte und Eisenbau und wohl älteste deutsche Rohrhandelsfirma, Zeugnis für die Entwicklung von Plagwitz als bevorzugter Industriestandort, ansprechendes Beispiel der Industriearchitektur des frühen 20. Jh., ortsentwicklungsgeschichtlich, baugeschichtlich und technikgeschichtlich von Bedeutung | 09264074 |
|                                         | Blechwarenfabrik Felix Lasse; später Famos-Spielzeugfabrik: Fabrikgebäude | Markranstädter Straße 9 (Karte)                                                                | 1904 (Fabrikgebäude) | ehemals Teil einer Fabrikanlage, Klinkerfassade in historistischen Formen, Klinker- und Kunststeingliederungen, an der Nordostecke turmartiges Treppenhaus mit Walmdach, ursprünglich Felix Lasse Blechemballagenfabrik gegründet 1877, Zeugnis für die Geschichte von Plagwitz als wichtiger Industriestandort, ortsentwicklungsgeschichtlich, baugeschichtlich und industriegeschichtlich von Bedeutung | 09264172 |
|                                         | Mietshaus in offener Bebauung in Ecklage | Markranstädter Straße 10 (Karte)                                                               | um 1895 (Mietshaus) | späthistoristische Putzfassade mit Klinker- und Kunststeingliederungen, risalitartige Eckgestaltung mit Eckladen,ortsentwicklungsgeschichtlich und baugeschichtlich von Bedeutung | 09264173 |
|                                         | Doppelmietshaus in offener Bebauung | Markranstädter Straße 12; 14 (Karte)                                                           | 1904, Nummer 12 (Doppelmietshaus), 1907-1908, Nummer 14 (Doppelmietshaus)                                                    | Putzfassade im Jugendstil, Putz- und Natursteingliederungen, Architekt: Paul Möbius, ortsentwicklungsgeschichtlich, baugeschichtliche und baukünstlerische Bedeutung | 09264175 |
|                                         | Doppelmietshaus in offener Bebauung | Markranstädter Straße 16; 18 (Karte)                                                           | um 1900 (Doppelmietshaus) | Klinker-Putz-Fassade in Formen des ausgehenden Historismus, Putz- und Kunststeingliederungen, unmittelbar am Industriegleis gelegen, ortsentwicklungsgeschichtlich und baugeschichtlich von Bedeutung | 09292421 |
|                                         | Mietshaus in halboffener Bebauung, mit Garage an der Straße | Markranstädter Straße 19 (Karte)                                                               | um 1900 (Mietshaus), um 1925 (Garage)                                                                                        | späthistoristische Klinkerfassade mit Klinker- und Kunststeingliederungen, Garage Lückenbau mit Klinkerfassade in Formen der 1920er Jahre, ortsentwicklungsgeschichtlich und baugeschichtlich von Bedeutung | 09264177 |
|                                         | Doppelmietshaus in offener Bebauung | Markranstädter Straße 27; 29 (Karte)                                                           | um 1900 (Doppelmietshaus) | späthistoristische Klinkerfassaden in leicht unterschiedlicher Gestaltung, Klinker- und Kunststeingliederungen, ortsentwicklungsgeschichtlich und baugeschichtlich von Bedeutung | 09264178 |
|                                         | Mietshaus in offener Bebauung | Markranstädter Straße 31 (Karte)                                                               | um 1905 (Mietshaus) | späthistoristische Klinkerfassade mit Klinker- und Kunststeingliederungen, zugesetzter Laden ortsentwicklungsgeschichtlich und baugeschichtlich von Bedeutung | 09264179 |
|                                         | Mietshaus in geschlossener Bebauung und in Ecklage | Merseburger Straße 1 (Karte)                                                                   | 1889 (Mietshaus) | historistische Putzfassade mit Kunststeingliederungen, mit Tordurchfahrt und zwei Treppenhäusern, ortsentwicklungsgeschichtlich und baugeschichtlich von Bedeutung | 09264181 |
|                                         | Mietshaus in geschlossener Bebauung | Merseburger Straße 2 (Karte)                                                                   | um 1895 (Mietshaus) | späthistoristische Putz-Klinker-Fassade in barockisierenden Formen, Putz- und Kunststeingliederungen, ortsentwicklungsgeschichtlich und baugeschichtlich von Bedeutung | 09264182 |
|                                         | Mietshaus in geschlossener Bebauung | Merseburger Straße 3 (Karte)                                                                   | um 1895 (Mietshaus) | Klinkerfassade in schweren späthistoristischen Formen, Putz- und Kunststeingliederungen, mit Tordurchfahrt, ortsentwicklungsgeschichtlich und baugeschichtlich von Bedeutung | 09264186 |
| Direkt Bild zu diesem Denkmal hochladen | Mietshaus in geschlossener Bebauung | Merseburger Straße 4 (Karte)                                                                   | 1889 (Mietshaus) | historistische Klinkerfassade mit Putz- und Kunststeingliederungen, zugesetzter Laden, ortsentwicklungsgeschichtlich von Bedeutung | 09264183 |
|                                         | Mietshaus in geschlossener Bebauung | Merseburger Straße 6 (Karte)                                                                   | um 1890 (Mietshaus) | historistische Putzfassade mit Kunststeingliederungen, Teil der stadtbildprägenden Bebauung am Karl-Heine-Kanal, ortsentwicklungsgeschichtlich von Bedeutung | 09292788 |
| Direkt Bild zu diesem Denkmal hochladen | Mietshaus in geschlossener Bebauung | Merseburger Straße 8 (Karte)                                                                   | um 1900 (Mietshaus) | späthistoristische Klinkerfassade Putz- und Kunststeingliederungen, zugesetzter Laden, ortsentwicklungsgeschichtlich und baugeschichtlich von Bedeutung | 09264184 |
|                                         | Mietshaus in geschlossener Bebauung und in Ecklage | Merseburger Straße 10 (Karte)                                                                  | um 1900 (Mietshaus) | späthistoristische Klinker-Putz-Fassade mit Putz- und Kunststeingliederungen, risalitartige Eckgestaltung ehemals mit Eckladen, ortsentwicklungsgeschichtlich und baugeschichtlich von Bedeutung | 09264626 |
|                                         | Mietshaus in geschlossener Bebauung | Merseburger Straße 15 (Karte)                                                                  | um 1895 (Mietshaus) | historistische Klinkerfassade mit Putz- und Kunststeingliederung, Laden und Tordurchfahrt, ortsentwicklungsgeschichtlich und baugeschichtlich von Bedeutung | 09264188 |
|                                         | Mietshaus in geschlossener Bebauung | Merseburger Straße 17 (Karte)                                                                  | um 1900 (Mietshaus) | späthistoristische Klinkerfassade mit Kunststein- und Klinkergliederungen, Läden mit historischen Ladenfronten, ortsentwicklungsgeschichtlich und baugeschichtlich von Bedeutung | 09264187 |
|                                         | Mietshaus in geschlossener Bebauung | Merseburger Straße 19 (Karte)                                                                  | um 1900 (Mietshaus) | späthistoristische Klinkerfassade mit Kunststeingliederungen, ortsentwicklungsgeschichtlich und baugeschichtlich von Bedeutung | 09264189 |
|                                         | Mietshaus in geschlossener Bebauung | Merseburger Straße 21 (Karte)                                                                  | um 1900 (Mietshaus) | Klinkerfassade in Formen des ausgehenden Historismus mit Jugendstilanklängen, Klinker- und Kunststeingliederungen, Tordurchfahrt, ortsentwicklungsgeschichtlich und baugeschichtlich von Bedeutung | 09264190 |
|                                         | Mietshaus in halboffener Bebauung | Merseburger Straße 23 (Karte)                                                                  | um 1900 (Mietshaus) | späthistoristische Klinkerfassade mit Putz- und Kunststeingliederungen, Tordurchfahrt, ortsentwicklungsgeschichtlich und baugeschichtlich von Bedeutung | 09298930 |
|                                         | Mietshaus in halboffener Bebauung in Ecklage | Merseburger Straße 25 (Karte)                                                                  | um 1895 (Mietshaus) | späthistoristische Klinkerfassade mit Kunststeingliederungen, risalitartige Eckbetonung mit Balkonen, Läden, ortsentwicklungsgeschichtlich und baugeschichtlich von Bedeutung | 09264191 |
| Direkt Bild zu diesem Denkmal hochladen | Mietshaus in geschlossener Bebauung | Merseburger Straße 34 (Karte)                                                                  | 1875 (Mietshaus) | historistische Putzfassade mit Stein- und Stuckgliederungen, Tordurchfahrt, ehemals Laden, ortsentwicklungsgeschichtlich und baugeschichtlich von Bedeutung | 09298932 |
| Direkt Bild zu diesem Denkmal hochladen | Mietshaus in geschlossener Bebauung | Merseburger Straße 36 (Karte)                                                                  | um 1880 (Mietshaus) | historistische Putzfassade mit Putz-, Stuck- und Steingliederungen, seitliche Vorlagen mit gekuppelten Fenstern, ehemals Laden, ortsentwicklungsgeschichtlich und baugeschichtlich von Bedeutung | 09298931 |
| Direkt Bild zu diesem Denkmal hochladen | Mietshaus in geschlossener Bebauung | Merseburger Straße 38 (Karte)                                                                  | um 1890 (Mietshaus) | historistische Putzfassade mit Kunststeingliederungen, Tordurchfahrt und Laden, ortsentwicklungsgeschichtlich und baugeschichtlich von Bedeutung | 09264014 |
| Direkt Bild zu diesem Denkmal hochladen | Mietshaus in geschlossener Bebauung in Ecklage | Naumburger Straße 1 (Karte)                                                                    | 1882-1883 (Mietshaus) | historistische Putzfassade mit Putz- und Kunststeingliederungen, überhöhter Eckrisalit, ehemals mit Eckladen, straßenbildprägende Wirkung, ortsentwicklungsgeschichtlich und baugeschichtlich von Bedeutung Denkmaltext Als prägnanter Eckbau entstand das Haus gemeinsam mit den beiden benachbarten Häusern als Dreiergruppe 1884 im Auftrag des Restaurateurs Hermann Sebastian. Entwürfe lieferte Maurermeister und Architekt F. W. Heine, übrigens auch für ein Hintergebäude. Rückwärtig entstanden später eine Colonade nebst Kegelbahn, für 1904 sind Umbauarbeiten im Erdgeschoss des Vorderhauses belegt, 1957-1959 der Einbau einer Abschwemmung sowie die Umnutzung des Ladens als Wohnraum. Zum Jahresende 1938 stellte Gastwirt Hermann Kirsten Antrag auf Neuverputz des Erdgeschosses mit Spritzputz (hier auch bezeichnet als Günthers Granitputz) und eine Sockelverkleidung mit braunen Spaltklinkerplatten 25/12. Ein Vermerk 1951 besagt, "... der Grundstückseigentümer hat sich in die Westzone abgesetzt", im Folgejahr werden wohnungsweise Mängel aufgelistet. Das Eckmietshaus mit überhöhter Ecke besitzt eine Putzfassade mit sehr dezenter Struktur, Bruchsteinsockel sowie Stockgesims und Sohlbänken aus Sandstein. Erhalten ist weitgehend die Ausstattung der Erbauungszeit, die Haustür ist nicht mehr original. Keinen Denkmalwert besitzen die zeitgleich erbauten Häuser Zschochersche Straße 74 und Naumburger Straße 3. Das Eckhaus Naumburger Straße 1 besitzt als eines der wenigen erhaltenen spätklassizistischen Häuser in Plagwitz und wegen der exponierten Ecklage einen baugeschichtlichen und städtebaulichen Wert. LfD/2015 | 09298765 |
|                                         | Mietshaus in halboffener Bebauung | Naumburger Straße 6 (Karte)                                                                    | um 1905 (Mietshaus) | Klinkerfassade mit Kunststeinelementen in jugendstiligen Formen, Mittenbetonung durch flache Vorlage, Tordurchfahrt, ortsentwicklungsgeschichtlich und baugeschichtlich von Bedeutung | 09264192 |
|                                         | Mietshaus in ehemals geschlossener Bebauung | Naumburger Straße 7 (Karte)                                                                    | um 1890 (Mietshaus) | historistische Putzfassade mit Kunststein-, Putz- und Stuckgliederungen, zugesetzter Laden, ortsentwicklungsgeschichtlich von Bedeutung | 09264193 |
|                                         | Mietshaus in halboffener Bebauung | Naumburger Straße 8 (Karte)                                                                    | um 1905 (Mietshaus) | Klinkerfassade zwischen Späthistorismus und Jugendstil, Putz-, Klinker- und Kunststeingliederungen, Tordurchfahrt, ortsentwicklungsgeschichtlich und baugeschichtlich von Bedeutung | 09264195 |
|                                         | Mietshaus in geschlossener Bebauung | Naumburger Straße 13 (Karte)                                                                   | um 1890 (Mietshaus) | historistische Putzfassade mit Putz- und Kunststeingliederungen, Tordurchfahrt, ortsentwicklungsgeschichtlich von Bedeutung | 09290832 |
|                                         | Mietshaus in geschlossener Bebauung | Naumburger Straße 15 (Karte)                                                                   | um 1900 (Mietshaus) | späthistoristische Klinkerfassade mit Putz-, Klinker- und Kunststeingliederungen, ortsentwicklungsgeschichtlich und baugeschichtlich von Bedeutung | 09264197 |
|                                         | Fabrikgebäude, Werkhalle sowie Einfriedung mit Toreinfahrt einer ehemaligen Fabrikanlage | Naumburger Straße 17 (Karte)                                                                   | um 1900 (Fabrikgebäude) | Fabrikgebäude historistischer Klinkerbau mit Klinkergliederungen, straßenseitiger Kopfteil wohl einst mit Büro- und Kontornutzung, Werkhalle Stahlfachwerk mit Klinkerausfachung, Einfriedung als Klinkermauer, ortsentwicklungsgeschichtliche und industriegeschichtliche Bedeutung | 09264198 |
| Direkt Bild zu diesem Denkmal hochladen | Fabrikgebäude in rückwärtiger Lage | Naumburger Straße 19 (Karte)                                                                   | um 1900 (Fabrikgebäude) | historistischer Klinkerbau mit Klinkergliederungen, ehemals Drahtwarenfabrik O. Weber, ortsentwicklungsgeschichtliche und industriegeschichtliche Bedeutung | 09299040 |
|                                         | Fabrikgebäude | Naumburger Straße 22 (Karte)                                                                   | 1900 (Fabrik) | zweiteiliger Bau mit reicher historistischer Klinkerfassade, Kunststein- und Klinkergliederungen, Mittenbetonung durch Vorlage mit Segmentgiebel, rückwärtiger, ebenfalls langgestreckter Gebäudeteil rechtwinklig angeschlossen, ortsentwicklungsgeschichtlich, baugeschichtlich und industriegeschichtlich von Bedeutung | 09264199 |
|                                         | Fabrikgebäude | Naumburger Straße 23 (Karte)                                                                   | um 1910 (Fabrik) | Klinkerfassade im Rastersystem, Fensterstürze in Beton, ortsentwicklungsgeschichtlich, industriegeschichtlich und baugeschichtlich von Bedeutung | 09299041 |
|                                         | Kontorgebäude und Fabrikgebäude, mit Toreinfahrt | Naumburger Straße 24 (Karte)                                                                   | um 1905 (Kontorhaus) | Kontorgebäude Klinkerbau in Formen des ausgehenden Historismus mit Jugendstilanklängen, Klinker- und Kunststeingliederungen, Attika mit kleinem seitlichem Ziergiebel, Fabrikgebäude einfacher Klinkerbau, ortsentwicklungsgeschichtlich und baugeschichtlich von Bedeutung | 09299042 |
|                                         | Ehemaliges Lagergebäude | Naumburger Straße 25 (Karte)                                                                   | bezeichnet 1902 (Fabrikgebäude)                                                                                              | Klinkerfassade im Rastersystem, Klinker- und Kunststeingliederungen, Durchfahrt, ursprünglich H. Törpsch, Eisen- und Maschinenhandlung, später Deutsche Kugellagerfabrik, dann Eisenkontor Sachsen, ortsentwicklungsgeschichtlich, industriegeschichtlich und baugeschichtlich von Bedeutung | 09264200 |
|                                         | Gebäude einer ehemaligen Großbäckerei, mit zwei Seitentrakten im Hof | Naumburger Straße 26; 26a; 26b (Karte)                                                         | 1899 (Bäckerei) | Klinkerfassaden in Formen des ausgehenden Historismus, Klinker- und Kunststeingliederungen, Tordurchfahrt, ortsentwicklungsgeschichtlich, industriegeschichtlich, sozialgeschichtlich und baugeschichtlich von Bedeutung | 09299031 |
| Weitere Bilder                          | Verwaltungsgebäude und Fabrikhalle einer ehemaligen Fabrikanlage | Naumburger Straße 28 (Karte)                                                                   | 1896-1897 (Fabrikhalle), 1896-1997 (Verwaltungsgebäude)                                                                      | späthistoristische Klinkerfassade mit Stein-, Klinker- und Putzgliederung, Fassadenabschnitt vor der Fabrikhalle mit fensterumschließenden Blendbögen und Schaugiebel, westliche Außenachse mit jüngerem Treppenhauseinbau mit Kunststeingliederung, Montagehalle ursprünglich dreischiffig, an der Ostseite etwas kleinerer Hallenanbau, Unruh & Liebig einst europaweit tätige Firma für Transportanlagen, Krane und Aufzüge, wichtiges Zeugnis für die Bedeutung des Industriestandorts Leipzig-Plagwitz als Zentrum des Maschinenbaus, markantes Beispiel der Industriearchitektur um 1900, ortsentwicklungsgeschichtlich, industriegeschichtlich und baugeschichtlich von Bedeutung | 09264202 |
|                                         | Mietshaus in geschlossener Bebauung | Naumburger Straße 30 (Karte)                                                                   | um 1890 (Mietshaus) | historistische Klinkerfassade mit Putz- und Kunststeingliederungen, flache seitliche Vorlagen, Tordurchfahrt, ortsentwicklungsgeschichtlich und baugeschichtlich von Bedeutung | 09290833 |
|                                         | Mietshaus in geschlossener Bebauung | Naumburger Straße 32 (Karte)                                                                   | um 1890 (Mietshaus) | historistische Putzfassade mit Kunststeingliederungen, Laden, ortsentwicklungsgeschichtlich und baugeschichtlich von Bedeutung | 09290845 |
|                                         | Mietshaus in halboffener Bebauung in Ecklage | Naumburger Straße 35 (Karte)                                                                   | um 1905 (Mietshaus) | späthistoristische Klinkerfassade mit Putz- und Kunststeingliederungen, risalitartige Eckbetonung, Dachausbau, Laden, ortsentwicklungsgeschichtlich und baugeschichtlich von Bedeutung | 09264204 |
|                                         | Mietshaus in geschlossener Bebauung | Naumburger Straße 37 (Karte)                                                                   | um 1900 (Mietshaus) | Klinkerfassade in späthistoristischen Formen mit jugendstiligem Dekor, Kunststeingliederungen, ortsentwicklungsgeschichtlich von Bedeutung | 09264205 |
|                                         | Ehemaliges Fabrikgebäude in geschlossener Bebauung | Naumburger Straße 38 (Karte)                                                                   | um 1900 (Fabrik) | späthistoristische Putzfassade mit Kunststein- und Putzgliederungen, Tordurchfahrt und Laden, ortsentwicklungsgeschichtlich und baugeschichtlich von Bedeutung | 09299029 |
|                                         | Mietshaus in geschlossener Bebauung | Naumburger Straße 39 (Karte)                                                                   | um 1900 (Mietshaus) | späthistoristische Klinkerfassade mit Kunststein- und Klinkergliederungen, Tordurchfahrt, ortsentwicklungsgeschichtlich und baugeschichtlich von Bedeutung | 09294761 |
|                                         | Mietshaus in geschlossener Bebauung, mit Fabrikgebäude im Hof | Naumburger Straße 40 (Karte)                                                                   | 1898-1899 (Mietshaus), 1898-1899 (Fabrik)                                                                                    | Klinkerfassade in schweren späthistoristischen Formen, Kunststein- und Klinkergliederungen, Fabrik Klinkerfassade im Rastersystem, ortsentwicklungsgeschichtlich und baugeschichtlich von Bedeutung | 09264206 |
|                                         | Mietshaus in geschlossener Bebauung, mit Nebengebäude im Hof | Naumburger Straße 41 (Karte)                                                                   | um 1900 (Mietshaus) | späthistoristische Klinkerfassade mit Kunststein- und Klinkergliederungen, Tordurchfahrt und Laden, ortsentwicklungsgeschichtlich und baugeschichtlich von Bedeutung | 09294760 |
|                                         | Fabrikgebäude in rückwärtiger Lage, mit Schornstein | Naumburger Straße 42 (Karte)                                                                   | um 1905 (Fabrikgebäude) | Putz-Klinker-Fassade in Formen des ausgehenden Historismus, Sheddach, ortsentwicklungsgeschichtlich, industriegeschichtlich und baugeschichtlich von Bedeutung | 09262420 |
|                                         | Mietshaus in geschlossener Bebauung | Naumburger Straße 43 (Karte)                                                                   | 1905 (Mietshaus) | Klinkerfassade zwischen Späthistorismus und Jugendstil, Klinker- und Kunststeingliederungen, Tordurchfahrt, ortsentwicklungsgeschichtlich und baugeschichtlich von Bedeutung | 09294759 |
| Weitere Bilder                          | Wohnhaus, Kontorgebäude, Fabrikgebäude, Kessel- und Maschinenhaus mit Schornstein, zwei Nebengebäude, Hofeinfahrt sowie Hofpflasterung einer ehemaligen Fabrikanlage | Naumburger Straße 44 (Karte)                                                                   | 1898-1899, bezeichnet 1899 (Fabrikantenwohnhaus)                                                                             | einheitlich gestaltete Klinkerbauten in späthistoristische Formen, Klinker-, Putz- und Kunststeingliederungen, Wohnhaus mit Erker und seitlichem Zwerchgiebel, straßenbildprägende Lage in Achse Klingenstraße, ortsentwicklungsgeschichtlich, industriegeschichtlich und baugeschichtlich von Bedeutung | 09264207 |
|                                         | Mietshaus in geschlossener Bebauung | Naumburger Straße 45 (Karte)                                                                   | um 1900 (Mietshaus) | Klinkerfassade in späthistoristische Formen mit Jugendstildekor, Kunststein- und Klinkergliederungen, Laden, ortsentwicklungsgeschichtlich und baugeschichtlich von Bedeutung | 09294758 |
| Weitere Bilder                          | Fabrik- und Kontorgebäude und Schornstein eines Fabrikgeländes | Naumburger Straße 46 (Karte)                                                                   | um 1900 (Kontorhaus) | mit Tordurchfahrt, späthistoristische Klinkerfassaden, ortsentwicklungsgeschichtlich von Bedeutung | 09298763 |
|                                         | Mietshaus in halboffener Bebauung in Ecklage, mit ehemaliger Remise im Hof | Naumburger Straße 47 (Karte)                                                                   | um 1900 (Mietshaus) | späthistoristische Klinkerfassade mit Kunststein- und Putzgliederungen, Eckladen, ortsentwicklungsgeschichtlich und baugeschichtlich von Bedeutung | 09294757 |
| Weitere Bilder                          | Fabrikgebäude, mit Einfriedung, Toreinfahrt und Garten | Naumburger Straße 48 (Karte)                                                                   | um 1900 (Fabrik) | späthistoristischer Klinkerfassade mit Klinkergliederungen, am ehemaligen Industriegleis gelegen, ortsentwicklungsgeschichtlich und baugeschichtlich von Bedeutung | 09264208 |
|                                         | Mietshaus in halboffener Bebauung in Ecklage | Naumburger Straße 49 (Karte)                                                                   | um 1900 (Mietshaus) | späthistoristische Klinkerfassade mit Kunststeingliederungen, Läden, ortsentwicklungsgeschichtlich und baugeschichtlich von Bedeutung | 09264209 |
|                                         | Mietshaus in geschlossener Bebauung | Naumburger Straße 51 (Karte)                                                                   | um 1905 (Mietshaus) | späthistoristische Klinkerfassade mit Jugendstileinschlag, Kunststein- und Klinkergliederungen, Tordurchfahrt, Gestaltung analog Nachbarhaus Naumburger Straße 53, ortsentwicklungsgeschichtlich und baugeschichtlich von Bedeutung | 09264210 |
|                                         | Mietshaus in geschlossener Bebauung | Naumburger Straße 53 (Karte)                                                                   | um 1905 (Mietshaus) | späthistoristische Klinkerfassade mit Jugendstileinschlag, Kunststein- und Klinkergliederungen, Laden und Tordurchfahrt, Gestaltung analog Nachbarhaus Naumburger Straße 51, ortsentwicklungsgeschichtlich und baugeschichtlich von Bedeutung | 09264211 |
|                                         | Mietshaus in ehemals geschlossener Bebauung | Naumburger Straße 55 (Karte)                                                                   | um 1900 (Mietshaus) | späthistoristische Klinkerfassade mit Kunststein- und Klinkergliederungen, Tordurchfahrt und Laden, ortsentwicklungsgeschichtlich und baugeschichtlich von Bedeutung | 09299030 |
|                                         | Eisenbahner-Wohnhaus | Naumburger Straße 61 (Karte)                                                                   | um 1900 (Eisenbahnerwohnhaus)                                                                                                | rote Klinkerfassade in historistischen Formen, Gliederungen in gelbem Klinker, ursprünglich Teil des Bahnhofs Leipzig-Plagwitz (siehe auch Engertstraße 36/38), eisenbahngeschichtlich und baugeschichtlich von Bedeutung | 09264213 |
| Direkt Bild zu diesem Denkmal hochladen | Straßenbrücke über den Karl-Heine-Kanal | Nonnenstraße - (Karte)                                                                         | 1883 (Straßenbrücke) | ortsentwicklungsgeschichtlich von Bedeutung | 09261802 |
| Direkt Bild zu diesem Denkmal hochladen | Einfriedung eines Villengrundstücks | Nonnenstraße 1 (Karte)                                                                         | um 1900 (Garteneinfriedung)                                                                                                  | Klinkermauer über Granitsockel und schmiedeeisernes Gitter, ortsentwicklungsgeschichtlich von Bedeutung | 09298866 |
| Weitere Bilder                          | Mietshaus in geschlossener Bebauung, mit Vorgarten und Einfriedung | Nonnenstraße 2 (Karte)                                                                         | 1901 (Mietshaus) | Putzfassade in Jugendstilformen, Putz- und Sandsteingliederungen, vegetabiler Schmuck und Masken, Mittelerker mit figürlichen Reliefs, seitliche Vorlagen mit Pilasterrahmung und Zwerchgiebelabschluss, Tordurchfahrt, Gestaltung weitgehend analog Nachbarhaus Nonnenstraße 2b, ortsentwicklungsgeschichtlich und baugeschichtlich von Bedeutung | 09298863 |
|                                         | Mehrfamilienhäuser einer Wohnanlage (Karl-Heine-Straße 1, 1a, 1b, 1c und Nonnenstraße 2a), mit Vorplatz und Vorgarten an der Nonnenstraße | Nonnenstraße 2a (Karte)                                                                        | 1935 (Mehrfamilienwohnhaus)                                                                                                  | interessant gestaffelte Putzbauten mit Einflüssen des Neuen Bauens der 1920er Jahre, Fassadenteilung durch hochgezogene Treppenhäuser mit Klinkerverkleidung, Läden und Tordurchfahrt, straßenbildprägende Lage, Zeugnis des Mietwohnungsbaues der 1930er Jahre, ortsentwicklungsgeschichtlich und baugeschichtlich von Bedeutung | 09264096 |
|                                         | Mietshaus in geschlossener Bebauung mit Vorgarten und Pflasterung | Nonnenstraße 2b (Karte)                                                                        | um 1900 (Mietshaus) | Putzfassade in Jugendstilformen, Putz- und Sandsteingliederungen, vegetabiler Dekor und Masken, Mittelerker mit figürlichen Reliefs, seitliche Vorlagen mit Pilasterrahmung und Zwerchgiebelabschluss, Gestaltung weitgehend analog Nachbarhaus Nonnenstraße 2, ortsentwicklungsgeschichtlich und baugeschichtlich von Bedeutung | 09298864 |
| Direkt Bild zu diesem Denkmal hochladen | Einfriedung eines ehemaligen Villengrundstücks | Nonnenstraße 3 (Karte)                                                                         | um 1900 (Einfriedung) | Klinkermauer über Granitsockel, mit Toreinfahrt, ortsentwicklungsgeschichtlich von Bedeutung | 09298867 |
|                                         | Mietshaus in geschlossener Bebauung, mit Vorgarten | Nonnenstraße 4 (Karte)                                                                         | um 1900 (Mietshaus) | späthistoristische Putzfassade in barockisierenden Formen, Kunststeingliederungen, Betonung der Mittelachse durch Balkone, Tordurchfahrt, ortsentwicklungsgeschichtlich und baugeschichtlich von Bedeutung | 09298865 |
|                                         | Mietshaus in geschlossener Bebauung in Ecklage, mit Vorgarten | Nonnenstraße 4b (Karte)                                                                        | um 1900 (Mietshaus) | reiche Putz-Klinker-Fassade in späthistoristischen Formen, Putz- und Kunststeingliederungen, risalitartige Eckgestaltung, ehemals mit Eckladen, ortsentwicklungsgeschichtlich und baugeschichtlich von Bedeutung | 09298868 |
| Weitere Bilder                          | Fabrikgebäude (Nr. 5b/5c) sowie flussseitige Außenmauer des ehemaligen, angrenzenden Gebäudeflügels (Nr. 5d), einschließlich der Fluss-Stützmauer | Nonnenstraße 5b; 5c; 5d (Karte)                                                                | 1906-1907 (Fabrikgebäude), 1881-1885 (Uferbefestigung)                                                                       | Fabrikgebäude Stahlbetonskelettbau mit Klinkerfassaden im Rastersystem, Mauer des eingeschossigen Gebäudeflügels ebenfalls in Klinker, Uferstützmauer in Bruchstein, die Firma Mey & Edlich entwickelte sich zum einst weltmarktführenden Versandhandelsunternehmen, Zeugnis für die herausgehobene Stellung von Plagwitz als Industriestandort, ortsentwicklungsgeschichtlich, baugeschichtlich und industriegeschichtlich von Bedeutung | 09303007 |
|                                         | Mietshaus in geschlossener Bebauung, mit Vorgarten, Hinterhaus am Kanal (ehemaliges Fabrikgebäude von Mey & Edlich) und Hofgebäude | Nonnenstraße 7 (Karte)                                                                         | um 1895 (Mietshaus), 1906-1907 (Hinterhaus)                                                                                  | historistische Klinkerfassade mit Kunststein- und Klinkergliederungen, Tordurchfahrt, ehemaliges Fabrikgebäude und Hofgebäude ebenfalls mit Klinkerfassaden, ortsentwicklungsgeschichtlich und baugeschichtlich von Bedeutung | 09294657 |
|                                         | Mietshaus in halboffener Bebauung, mit Vorgarten | Nonnenstraße 8 (Karte)                                                                         | um 1900 (Mietshaus) | historistische Putzfassade mit Kunststeingliederungen, ortsentwicklungsgeschichtlich und baugeschichtlich von Bedeutung | 09299022 |
|                                         | Mietshaus in geschlossener Bebauung, mit Vorgarten | Nonnenstraße 9 (Karte)                                                                         | um 1900 (Mietshaus) | Klinkerfassade in kräftigen späthistoristischen Formen, Kunststeingliederungen, Tordurchfahrt, ortsentwicklungsgeschichtlich und baugeschichtlich von Bedeutung | 09302101 |
|                                         | Mietshaus in geschlossener Bebauung, mit Vorgarten | Nonnenstraße 11 (Karte)                                                                        | um 1900 (Mietshaus) | späthistoristische Klinkerfassade in barockisierenden Formen, Putz- und Kunststeingliederungen, Hausdurchgang, Gestaltung ähnlich Nachbarhaus Nonnenstraße 11a, ortsentwicklungsgeschichtlich und baugeschichtlich von Bedeutung | 09291017 |
|                                         | Mietshaus in ehemals geschlossener Bebauung (11a), mit Vorgarten und Hofgebäude (11b, 11d) | Nonnenstraße 11a; 11b; 11d (Karte)                                                             | um 1900 (Mietshaus) | späthistoristische Klinkerfassade in barockisierenden Formen, auch Jugendstilanklänge, Putz- und Kunststeingliederungen, Mittenbetonung durch zweigeschossigen Erker, Tordurchfahrt, Gestaltung ähnlich Nachbarhaus Nonnenstraße 11, Hofgebäude Putzbau mit Durchfahrt, ortsentwicklungsgeschichtlich und baugeschichtlich von Bedeutung | 09302428 |
| Direkt Bild zu diesem Denkmal hochladen | Ufermauer an der Weißen Elster | Nonnenstraße 13 (Karte)                                                                        | um 1900 (Uferbefestigung) | ehemaliges Fabrikgebäude in rückwärtiger Lage an der Weißen Elster 2017 abgebrochen, Ufermauer ortsentwicklungsgeschichtlich von Bedeutung | 09299043 |
| Weitere Bilder                          | Sachgesamtheit Buntgarnwerke, mit folgenden Einzeldenkmalen: Fabrikareal in den Ortsteilen Plagwitz und Schleußig, an der Nonnenstraße Werkhallen und Produktionsgebäude, sowie Verbindungsbau über die Weiße Elster, Ufermauer, Pförtnerhaus und Eingangsvorbau (mit Flachreliefs) - (siehe Einzeldenkmalliste - Obj. 09299009, Nonnenstraße 17-21a, siehe auch Sachgesamtheitsbestandteil - Obj. 09304726, OT Schleußig, Holbeinstraße 14-18h) | Nonnenstraße 17; 17a; 19; 19a; 21; 21a (Karte)                                                 | 1879-1888 (Spinnerei Nonnenstraße)                                                                                           | großzügiger Fabrikkomplex mit repräsentativen Gebäuden, technikgeschichtlich und stadtentwicklungsgeschichtlich von Bedeutung | 09306107 |
| Weitere Bilder                          | Einzeldenkmale der Sachgesamtheit Buntgarnwerke: Werkhallen und Produktionsgebäude, sowie Verbindungsbau über die Weiße Elster, Ufermauer, Pförtnerhaus und Eingangsvorbau (mit Flachreliefs) - (siehe auch Sachgesamtheitsliste - Obj. 09306107, Nonnenstraße 17-21a) | Nonnenstraße 17; 17a; 19; 19a; 21; 21a (Karte)                                                 | 1879-1888 (Fabrikgebäude), 1905 (Fabrikgebäude), bezeichnet 1940 (Relief)                                                    | Klinkerbauten, außergewöhnlich imposante Fabrikanlage, ein Teil der Anlagen zwischen Fluss und Holbeinstraße (Fabrik-Erweiterungsbau unter Holbeinstraße 14, siehe dort), Relief einer Spinnerin von 1940, vermutlich von Alfred Max Brumme (ehemals Sächsische Wollgarnfabrik), baugeschichtlich, industriegeschichtlich und ortsentwicklungsgeschichtlich von Bedeutung | 09299009 |
|                                         | Mietshaus in geschlossener Bebauung, mit Vorgarten | Nonnenstraße 26 (Karte)                                                                        | bezeichnet 1901 (Mietshaus)                                                                                                  | asymmetrisch gegliederte Klinkerfassade zwischen Späthistorismus und Jugendstil, Kunststeinelemente, Erker und seitliche Vorlage mit Zwerchgiebel, Tordurchfahrt, ortsentwicklungsgeschichtlich und baugeschichtlich von Bedeutung | 09298893 |
|                                         | Mietshaus in geschlossener Bebauung, mit Vorgarten | Nonnenstraße 28 (Karte)                                                                        | um 1900 (Mietshaus) | späthistoristische Klinkerfassade mit Kunststein- und Klinker- und Putzgliederungen, Tordurchfahrt, ortsentwicklungsgeschichtlich und baugeschichtlich von Bedeutung | 09298894 |
| Direkt Bild zu diesem Denkmal hochladen | Mietshaus in geschlossener Bebauung | Nonnenstraße 31a (Karte)                                                                       | 1889 (Mietshaus) | historistische Putzfassade mit Kunststeingliederungen, mit Tordurchfahrt, ehemals Teil einer Dachpappen- und Teerproduktefabrik (Fabrikgebäude im Hof 2013 abgebrochen), ortsentwicklungsgeschichtlich und baugeschichtlich von Bedeutung | 09299007 |
|                                         | Mietshaus in geschlossener Bebauung, mit Werkstattgebäude und Hinterhaus | Nonnenstraße 32 (Karte)                                                                        | um 1900 (Mietshaus) | späthistoristische Putzfassade mit Putz- und Kunststeingliederungen, Tordurchfahrt und Laden, Hinterhaus und Werkstattgebäude Putzfassaden, ortsentwicklungsgeschichtlich und baugeschichtlich von Bedeutung | 09298896 |
|                                         | Mietshaus in geschlossener Bebauung, mit Vorgarten | Nonnenstraße 34 (Karte)                                                                        | um 1885 (Mietshaus) | historistische Putzfassade mit Putz- und Steingliederungen, in Teilen rekonstruiert, ortsentwicklungsgeschichtlich von Bedeutung | 09292414 |
|                                         | Mietshaus in geschlossener Bebauung, mit Vorgarten sowie Pflaster in der Zufahrt | Nonnenstraße 36 (Karte)                                                                        | 1888 (Mietshaus) | historistische Putzfassade mit Putz- und Steingliederungen, Tordurchfahrt, ortsentwicklungsgeschichtlich und baugeschichtlich von Bedeutung Denkmaltext Der Rentier Friedrich Schulze aus Plagwitz stellte den Bauantrag für ein Mietshaus mit Restauration, welches am 1. August 1888 bezogen wurde (damals Nummer 168). Am Bau beteiligt waren der Maurermeister Gustav Adolf Thon und der Ingenieur Gotthilf Rudolph Jahn. Die symmetrisch aufgebaute, viergeschossige Putzfassade ist durch zwei Seitenrisalite mit gekuppelten Fenstern gefasst. Lediglich die Fensterrahmungen einschließlich unterschiedlicher Verdachungen, Putznutungen und Spiegel gliedern die Fassade. Das Dachgeschoss ist ausgebaut, im Inneren hat sich die Ausstattung einschließlich der historischen Treppenhausausmalung erhalten. Ein abgegangener, viergeschossiger Hofflügel für Wohnzwecke entstand 1897 im Auftrag des Bäckermeisters Emanuel Kittler durch den Zimmermeister P. Schurig. LfD/2005 | 09299693 |
| Weitere Bilder                          | Ehemalige Fabrik in geschlossener Bebauung, mit Vorgarten | Nonnenstraße 38 (Karte)                                                                        | 1908, Hofgebäude (Fabrik), 1915-1917, Vordergebäude (Fabrik)                                                                 | Vierflügelanlage, Vordergebäude Putzfassade im Art déco, zurückhaltende Putzgliederungen, seitlich gelegene Hofeinfahrt mit kräftiger Rahmung, Hofgebäude Klinkerfassaden mit Klinkergliederungen, ortsentwicklungsgeschichtlich, industriegeschichtlich und baugeschichtlich von Bedeutung | 09298897 |
| Direkt Bild zu diesem Denkmal hochladen | Technische Ausstattung einer Lichtdruckerei | Nonnenstraße 38 (Karte)                                                                        | nach 1888 (Technische Ausstattung)                                                                                           | Glasplatten, Trockenöfen, Kopierrahmen, vier Lichtdruck-Schnellpressen Faber & Schleicher sowie Steinmess & Stolle und eine Zweiraum-Repro-Kamera, eine von weltweit nur noch zwei und die letzte in Deutschland erhaltene Lichtdruckerei (ehemals Perthesstraße 3), Seltenheitswert, technikgeschichtliche Bedeutung | 09291406 |
|                                         | Mietshaus in geschlossener Bebauung in Ecklage, mit Vorgarten | Nonnenstraße 38b (Karte)                                                                       | bezeichnet 1899 (Mietshaus)                                                                                                  | späthistoristische Klinkerfassade mit Putz- und Kunststeingliederungen, Eckbetonung durch Erker und doppelte Spitzhaube, ehemals Eckladen, ortsentwicklungsgeschichtlich und baugeschichtlich von Bedeutung | 09298898 |
|                                         | Fabrikantenvilla mit Vorgarten | Nonnenstraße 42 (Karte)                                                                        | um 1885 (Fabrikantenvilla)                                                                                                   | späthistoristische Klinkerfassade mit Putz- und Kunststeingliederungen, Villa des Patent-Gummiwaren-Fabrikanten Philipp Penin (Fabrikgebäude siehe Nonnenstraße 42a-44g), ortsentwicklungsgeschichtlich, industriegeschichtlich und baugeschichtlich von Bedeutung | 09298950 |
| Weitere Bilder                          | Gebäudekomplex einer ehemaligen Fabrikanlage, mit Vorgarten | Nonnenstraße 42a; 44; 44a; 44b; 44c; 44d; 44e; 44f; 44g (Karte)                                | 1883 (Fabrikgebäude), 1899, Erweiterung (Fabrikgebäude), 1913, Erweiterung (Fabrikgebäude)                                   | drei- und viergeschossige Bauten mit historistischen Klinker- und Putzfassaden, Putzgliederungen, Nummer 44d gestaffelter Klinkerbau mit Klinkergliederungen, Gummiwarenfabrik Penin einst einer der bedeutendsten Großbetriebe in Plagwitz, später zur Sächsischen Wollgarnfabrik AG vorm. Tittel & Krüger hinzugezogen (siehe Nonnenstraße 17- 21a), ortsentwicklungsgeschichtlich, industriegeschichtlich und baugeschichtlich von Bedeutung | 09299008 |
|                                         | Doppelmietshaus in halboffener Bebauung, mit Vorgarten | Nonnenstraße 46; 48 (Karte)                                                                    | um 1910 (Doppelmietshaus) | Putzfassade im Reformstil um 1910/15, Kunststein- und Putzgliederungen sowie Putzdekor, ortsentwicklungsgeschichtlich und baugeschichtlich von Bedeutung | 09291937 |
|                                         | Mietshaus in ehemals offener Bebauung | Nonnenstraße 52 (Karte)                                                                        | 1885 (Mietshaus) | historistische Putzfassade mit Putz- und Kunststeingliederungen, ehemals Laden, ortsentwicklungsgeschichtlich von Bedeutung | 09299006 |
|                                         | Ehemalige Güterabfertigung im ehemaligen Industriebahnhof Leipzig-Plagwitz | Röckener Straße 2; 4; 6; 8; 10; 12; 14; 16; 18; 20; 22; 24; 26; 28; 30; 32; 34; 36; 38 (Karte) | 1886, Ausbaubeginn (Industriebahnhof)                                                                                        | Klinkerbau in historistischen Formen, überhöhter Kopfbau, wohl ehemals Empfangsgebäude für den später eingestellten Personenverkehr, südlich anschließend Rampe mit Überdachung, ursprünglich Teil der Gaschwitzer Eisenbahn, 1886 von der Kgl.-Sächsischen Staatseisenbahn übernommen und gegenüber dem Kgl.- Preußischen Staatsbahnhof zum großen Güterbahnhof mit kleinem Personenbahnhof ausgebaut, ab 1922 Leipzig-Plagwitz Industriebahnhof, siehe auch Bahnhof Leipzig-Plagwitz (Engertstraße 36/38) und Bahnbetriebswerk Leipzig-Plagwitz (OT Kleinzschocher, Ruststraße o. Nummer und Schönauer Straße 113), Zeugnis der regionalen Eisenbahnentwicklung und der Bedeutung von Plagwitz als Verkehrsgüterzentrum, ortsgeschichtliche und verkehrsgeschichtliche Bedeutung | 09305779 |
|                                         | Mietshaus in halboffener Bebauung in Ecklage | Rudolph-Sack-Straße 2 (Karte)                                                                  | um 1895 (Mietshaus) | schmuckreiche historistische Putzfassade mit Putz- und Kunsteingliederungen, Läden, ortsentwicklungsgeschichtlich und baugeschichtlich von Bedeutung | 09264055 |
|                                         | Wohnhaus in offener Bebauung | Rudolph-Sack-Straße 5 (Karte)                                                                  | um 1890 (Wohnhaus) | historistische Klinkerfassade mit Klinker- und Sandsteingliederungen, ortsentwicklungsgeschichtlich und baugeschichtlich von Bedeutung | 09264058 |
|                                         | Wohnhaus in ehemals halboffener Bebauung | Rudolph-Sack-Straße 6 (Karte)                                                                  | um 1875 (Wohnhaus) | schlichter, traufständiger Putzbau mit Putzgliederungen, Zeugnis der vorstädtischen Bebauung nahe dem ehemaligen Dorfkern von Plagwitz, ortsentwicklungsgeschichtlich von Bedeutung | 09292158 |
|                                         | Mietvilla mit Einfriedung | Rudolph-Sack-Straße 7; 9 (Karte)                                                               | 1902-1903 (Mietvilla) | abwechslungsreich gestalteter Putzbau in Jugendstilformen, Sandsteingliederungen und Zierfachwerk, Einbeziehung eines älteren Gebäudes, Architekt: Georg Wünschmann, ortsentwicklungsgeschichtlich und baugeschichtlich von Bedeutung | 09264059 |
|                                         | Pfarrhaus in offener Bebauung | Rudolph-Sack-Straße 10 (Karte)                                                                 | um 1890 (Pfarrhaus) | historistischer Klinkerbau in gotisierenden Formen, Klinker- und Putzgliederungen, flache Vorlage mit Dreieckgiebel, Eckerker, ortsgeschichtlich, kirchengeschichtlich und baugeschichtlich von Bedeutung | 09264060 |
| Direkt Bild zu diesem Denkmal hochladen | Wohnhaus in halboffener Bebauung | Rudolph-Sack-Straße 11 (Karte)                                                                 | 1864-1865 (Wohnhaus) | schlichter Putzbau, Vorlage mit Dreieckgiebel, Zeugnis der vorstädtischen Bebauung nahe dem ehemaligen Dorfkern von Plagwitz, ortsentwicklungsgeschichtlich und baugeschichtlich von Bedeutung Zimmermeister F. Wilhelm Pfefferkorn beantragte am 20. Juli 1864 die Errichtung eines im Eigenauftrag auszuführenden Wohnhauses mit jeweils einer Mietpartei pro Etage und im Dachgeschoss. Im Januar reichten neue Bauherren – Hermann Erler und Arno Weiske – den Antrag für ein dreigeschossiges und sieben Achsen umfassendes Seitengebäude, das Waschhaus, Remise, Pferdestall, Kutscherstube und Geschirrkammer im Erdgeschoss sowie Comtor und Arbeitssaal in der darüber liegenden Etage besitzen sollte. Nach Tekturen kam statt Comtor eine Werkführerstube sowie im 2. Obergeschoss eine Wohnung sowie Lagerraum zur Einrichtung. Ein Um- und Anbau des Wohnhauses erfolgte in den Jahren 1887/1888 - der des Seitengebäudes bereits 1879 - im Auftrag der Fabrikbesitzer Hermann Erler und Arno Weiske. Auf dem Grundstück ist 1903 erwähnt die Parfümeriefabrik Fuchs & Schadewall, 1907 die Metallwarenfabrik Friedrich Schwimming, wenig später das Metallwarenunternehmen Geldner & Co. (Metall- und Gummiwarenfabrik) sowie die Zuckerwarenfabrik Kresse. Als 1918 Kommerzienrat Wilhelm Frosch das seinem Grundstück an der Karl-Heine-Straße benachbarte Areal erwirbt, ist die Franz Benecke Galvani-Werk und Gelatinewarenfabrik produzierend ansässig. Im März 1924 beabsichtigte Otto Seifert die Einrichtung einer Zelluloidwaren-Werkstatt im Hofgebäude, später weiterer Wohnraumausbau. Sanierung, Um- und Ausbau nach 1995, Antrag für Balkon- und Terrassenanbau 2005. Das leidlich denkmalgerecht sanierte Haus mit glattem Verputz, Mittelrisalit und Zwerchhaus mit Dreiecksgiebel. Original erhalten ist noch das hölzerne Treppenhaus. Für das Wohn- und Gewerbegrundstück ist ein baugeschichtlicher und ortsentwicklungsgeschichtlicher Wert zu konstatieren. LfD/2014, 2015, 2018 | 09264061 |
| Direkt Bild zu diesem Denkmal hochladen | Kindergarten in rückwärtiger Lage, ehemalige Kinderbewahranstalt | Rudolph-Sack-Straße 12 (Karte)                                                                 | 1896 (Kinderbewahranstalt)                                                                                                   | historistischer Klinkerbau in neugotischen Formen, Klinker- und Putzgliederungen, Staffelgiebel, im Ensemble mit der Heilandskirche und dem Plagwitzer Pfarrhaus, ehemals als Kinderbewahranstalt auf Initiative des Plagwitzer Frauen-Vereins errichtet, ortsgeschichtlich, sozialgeschichtlich und baugeschichtlich von Bedeutung | 09302430 |
| Direkt Bild zu diesem Denkmal hochladen | Mietshaus in halboffener Bebauung, mit Garten und Pflasterung des Zugangsweges | Rudolph-Sack-Straße 13 (Karte)                                                                 | um 1875 (Mietshaus) | schlichte Putzfassade mit Putzgliederungen, seitliche Vorlagen, ortsentwicklungsgeschichtlich von Bedeutung | 09264062 |
|                                         | Mietshaus in geschlossener Bebauung in Ecklage | Schmiedestraße 2 (Karte)                                                                       | bezeichnet 1890 (Mietshaus)                                                                                                  | Klinkerfassade in schweren späthistoristischen Formen, Putz- und Kunststeingliederungen, risalitartige Eckgestaltung mit Attika und Ziergiebel, Gaststätte, ortsentwicklungsgeschichtlich und baugeschichtlich von Bedeutung | 09264214 |
|                                         | Mietshaus in geschlossener Bebauung | Schmiedestraße 3 (Karte)                                                                       | 1875-1876 (Mietshaus) | historistische Putzfassade mit Putz-, Sandstein- und Stuckgliederungen, seitliche Vorlagen, Toreinfahrt, ortsentwicklungsgeschichtlich und baugeschichtlich von Bedeutung | 09264215 |
|                                         | Mietshaus in geschlossener Bebauung | Schmiedestraße 4 (Karte)                                                                       | um 1880 (Mietshaus) | historistische Putzfassade mit Putz- und Sandsteingliederungen, ortsentwicklungsgeschichtlich und baugeschichtlich von Bedeutung | 09264216 |
|                                         | Mietshaus in geschlossener Bebauung | Schmiedestraße 6 (Karte)                                                                       | bezeichnet 1875 (Mietshaus)                                                                                                  | Putzfassade mit Putz-, Stuck- und Sandsteingliederungen, Tordurchfahrt, ortsentwicklungsgeschichtlich und baugeschichtlich von Bedeutung | 09298914 |
|                                         | Mietshaus in geschlossener Bebauung | Schmiedestraße 8 (Karte)                                                                       | um 1880 (Mietshaus) | historistische Putzfassade mit Putz-, Stuck- und Sandsteingliederung, seitliche Vorlagen, Hausdurchgang, ortsentwicklungsgeschichtlich und baugeschichtlich von Bedeutung | 09264217 |
|                                         | Mietshaus in geschlossener Bebauung, mit Werkstattgebäude im Hof | Schmiedestraße 10 (Karte)                                                                      | 1882 (Mietshaus) | reiche historistische Putzfassade, Putz-, Stuck- und Steingliederungen, seitliche Vorlagen mit Pilasterrahmung, Tordurchfahrt, ortsentwicklungsgeschichtlich und baugeschichtlich von Bedeutung | 09264218 |
| Direkt Bild zu diesem Denkmal hochladen | Hinterhaus | Schmiedestraße 11 (Karte)                                                                      | bezeichnet 1910 (Hinterhaus)                                                                                                 | Putzfassade mit jugendstiligen Putzgliederungen und Kunststeinelementen, aufwändiger hölzerner Verandavorbau, ortsentwicklungsgeschichtlich von Bedeutung | 09264219 |
| Weitere Bilder                          | Turnhalle in geschlossener Bebauung (Anschrift: Schmiedestraße 12, heute erschlossen über Lauchstädter Straße 6/8) | Schmiedestraße 12 (Karte)                                                                      | 1886 (Turnhalle) | historistische Klinkerfassade in gotisierenden Formen, mit Klinker- und Steingliederungen, rückwärtig Erweiterungsbau im Stil des Neuen Bauens als Putzfassade mit Putzgliederungen, Architekten: Bock, Paatzsch & Thier, ortsentwicklungsgeschichtlich, sozialgeschichtlich und baugeschichtlich von Bedeutung Pläne für den Neubau einer Turnhalle einschließlich einer sie umgebenden Freifläche legte Architekt Ernst Riedel im Jahr 1886 vor. Die Initiative ging vom Turnverein Plagwitz aus, der vom Vorstand Hermann Haferkorn vertreten wurde. Im September konnte das Turnhallengebäude mit Flügelanbau, Vereinsräumen sowie eine Wohnung (wohl für den Hallenwart) bezogen werden. Eingerichtet waren neben Garderobe und Toiletten auch ein Turnrathsitzungsraum und ein Turnrathjourzimmer, die Halle selbst besaß eine Galerie. 1904 unterzeichneten Vorsitzender Moritz Thiele und Ernst Barth als 1. Schriftführer den Antrag für die Einfriedung entlang der damaligen Mühlenstraße 6/8: eiserne Gitter kamen auf einem gemauerten Sockel zu stehen. Zwischen 1913 und 1928 erfolgten keine wesentlichen baulichen Veränderungen am Grundstück. Der Antrag für einen Um- und Erweiterungsbau wurde im Februar 1930 gestellt von den Architekten Bock/Paatzsch/Thier, die zudem für die Bauleitung und die statischen Berechnungen unter Vertrag standen. Hinsichtlich der Ausführung konnte das Baugeschäft Louis Löbe gewonnen werden, unterschrieben hatten Walter Zeibig als 1. Vorsitzender und Kurt Donndorf als 1. Schriftführer. Nach Abbruch des Anbaus im Hof kam ein neuer Anbau zur Aufführung mit kleiner Turnhalle und darüber befindlichem Fechtsaal. Somit veränderte sich das Erscheinungsbild der Hofseite völlig, als neue Putzfassade über einem Sockel und mit partieller Gliederung von dunklen Klinkersteinen. Die Hauptschauseite zur Schmiedestraße besitzt eine Klinkerfassade über Zykloßmauerwerksockel. In Sandstein gefertigt sind die profilierte Traufe und Lünetten-Medaillons wohl ehemaliger Stifter und bekannter Sportvertreter, so unter anderem von Dr. Justus Carl Lion (1829-1901), ab 1862 Turndirektor des städtischen Schulwesens in Leipzig sowie Dr. M. Arndt. Leider verloren sind zwei schmiedeeiserne Maueranker über dem Haupteingang, die Inschrift über dem seitlichen Zugang lautet "Dem Vaterland die ganze Kraft". Später gelangte das Grundstück in städtischen Besitz, 1996 wurde der Einbau einer Be- und Entlüftungsanlage vom Hochbauamt der Stadt Leipzig, Abteilung Sportbauten, beabsichtigt. Baugeschichtlich und sozialgeschichtlich von Bedeutung, Zeugnis des hohen Stellenwertes sportlicher Erziehung in Leipzig. LfD/2014 | 09264220 |
|                                         | Mietvilla mit Vorgarten | Schmiedestraße 14 (Karte)                                                                      | um 1900 (Mietvilla) | malerischer Bau im Landhausstil, Klinkerfassade mit Sandsteingliederungen, Zierfachwerk, Vorlage mit Schwebegiebel und aufwändigem Balkonvorbau in Holzkonstruktion, ortsentwicklungsgeschichtlich und baugeschichtlich von Bedeutung | 09264221 |
| Direkt Bild zu diesem Denkmal hochladen | Einzeldenkmale o. g. Sachgesamtheit: Zwei Mehrfamilienhäuser (Nr. 14/16 und Nr. 20/22) einer Wohnanlage und ehemalige Kinderbewahranstalt (Nr. 18), Einfriedung mit Toranlagen (Haupttor mit zwei Skulpturen) sowie Transformatorenhaus (siehe auch Sachgesamtheitsdokument - Obj. 09305210) | Siemensstraße 14; 16; 18; 20; 22 (Karte)                                                       | 1926-1927 (Mehrfamilienwohnhaus), 1926-1927 (Einfriedung)                                                                    | Putzfassaden mit Klinkergliederung, siehe auch Zschochersche Straße 86-94, Wachsmuthstraße 7-15 und Limburgerstraße 35-41, Architekt: Stadtbaurat Hubert Ritter, baugeschichtlich, ortsentwicklungsgeschichtlich und städtebaulich von Bedeutung | 09264311 |
| Direkt Bild zu diesem Denkmal hochladen | Sachgesamtheit Städtische Wohnanlage Siemensstraße, mit den Einzeldenkmalen: Siemensstraße 14/16 und 20/22 zwei Mehrfamilienhäuser und ehemalige Kinderbewahranstalt Siemensstraße 18 sowie Transformatorenhaus (siehe auch Einzeldenkmaldokument - Obj. 09264311), Limburgerstraße 35, 37, 39, 41 Mehrfamilienhauszeile (siehe auch Einzeldenkmaldokument - Obj. 09264313), Wachsmuthstraße 7, 9, 11, 13, 15 Mehfamilienhauszeile (siehe auch Einzeldenkmaldokument - Obj. 09264312) und Zschochersche Straße 86, 88, 90, 92, 94 Mehrfamilienhauszeile (siehe auch Einzeldenkmaldokument - Obj. 09264310), mit den Sachgesamtheitsteilen: Limburgerstraße 43 und 45, Wachsmuthstraße 5 sowie begrünte Innenhöfe | Siemensstraße 14; 16; 18; 20; 22 (Karte)                                                       | 1926-1927 (Wohnanlage), 1926-1927 (Mehrfamilienwohnhaus), 1951-1952, Wiederaufbau Wachsmuthstraße 5 (Mehrfamilienwohnhaus)   | baugeschichtlich, ortsentwicklungsgeschichtlich und städtebaulich von Bedeutung | 09305210 |
|                                         | Doppelmietshaus in offener Bebauung | Siemensstraße 24; 26 (Karte)                                                                   | um 1900 (Doppelmietshaus) | späthistoristische Klinkerfassade mit Putz- und Kunststeingliederungen, ortsentwicklungsgeschichtlich und baugeschichtlich von Bedeutung | 09298995 |
|                                         | Mietshaus in offener Bebauung in Ecklage | Siemensstraße 25 (Karte)                                                                       | um 1900 (Mietshaus) | späthistoristische Klinkerfassade mit Kunststein-, Putz- und Klinkergliederungen, risalitartige Eckgestaltung mit Eckladen, ortsentwicklungsgeschichtlich und baugeschichtlich von Bedeutung | 09264223 |
|                                         | Mietshaus in offener Bebauung, mit seitlicher Toreinfahrt | Siemensstraße 27 (Karte)                                                                       | um 1900 (Mietshaus) | späthistoristische Klinkerfassade mit Kunststein-, Klinker- und Putzgliederungen, ortsentwicklungsgeschichtlich von Bedeutung | 09264224 |
|                                         | Mietshaus in halboffener Bebauung, mit Pfeiler der seitlichen Toreinfahrt | Siemensstraße 28 (Karte)                                                                       | um 1900 (Mietshaus) | späthistoristische Klinkerfassade mit Kunststein-, Klinker- und Putzgliederungen, ortsentwicklungsgeschichtlich und baugeschichtlich von Bedeutung | 09264225 |
|                                         | Mietshaus in offener Bebauung in Ecklage, mit seitlicher Toreinfahrt | Siemensstraße 29 (Karte)                                                                       | um 1900 (Mietshaus) | späthistoristische Putz-Klinker-Fassade mit Kunststein- und Putzgliederungen, risalitartige Eckbetonung, ortsentwicklungsgeschichtlich und baugeschichtlich von Bedeutung | 09264226 |
|                                         | Mietshaus in halboffener Bebauung | Siemensstraße 30 (Karte)                                                                       | um 1900 (Mietshaus) | späthistoristische Klinkerfassade mit Kunststein-, Putz- und Klinkergliederungen, ortsentwicklungsgeschichtlich und baugeschichtlich von Bedeutung | 09298850 |
|                                         | Doppelmietshaus in offener Bebauung, mit Pfeiler und Pflasterung der seitlichen Toreinfahrt (bei Nr. 32) | Siemensstraße 32; 34 (Karte)                                                                   | um 1900 (Doppelmietshaus) | späthistoristische Klinkerfassade mit Kunststein-, Putz- und Klinkergliederungen, ortsentwicklungsgeschichtlich und baugeschichtlich von Bedeutung | 09291878 |
|                                         | Mietshaus in offener Bebauung | Siemensstraße 33 (Karte)                                                                       | um 1895 (Mietshaus) | späthistoristische Putzfassade mit reicher Kunststein- und Stuckgliederung, ehemals Laden, ortsentwicklungsgeschichtlich und baugeschichtlich von Bedeutung | 09298853 |
|                                         | Mietshaus in offener Bebauung in Ecklage | Siemensstraße 35 (Karte)                                                                       | um 1900 (Mietshaus) | späthistoristische Klinkerfassade mit Kunststein- und Putzgliederungen, abgeschrägte Ecke mit Eckladen, ortsentwicklungsgeschichtlich und baugeschichtlich von Bedeutung | 09298854 |
|                                         | Doppelmietshaus in halboffener Bebauung | Siemensstraße 36; 38 (Karte)                                                                   | um 1900 (Doppelmietshaus) | späthistoristische Klinkerfassaden mit teils jugendstiligem Dekor, Kunststein- und Klinkergliederungen, ortsentwicklungsgeschichtlich und baugeschichtlich von Bedeutung | 09264227 |
|                                         | Doppelmietshaus in offener Bebauung | Siemensstraße 37; 39 (Karte)                                                                   | um 1900 (Doppelmietshaus) | späthistoristische Putzfassaden mit Kunststein- und Klinkergliederungen, ortsentwicklungsgeschichtlich von Bedeutung | 09298991 |
|                                         | Mietshaus in offener Bebauung in Ecklage | Siemensstraße 40 (Karte)                                                                       | um 1905 (Mietshaus) | Klinker-Putz-Fassade zwischen Späthistorismus und Jugendstil, Kunststein- und Klinkergliederungen, risalitartige Eckbetonung, Läden, ortsentwicklungsgeschichtlich und baugeschichtlich von Bedeutung | 09264228 |
|                                         | Doppelmietshaus in halboffener Bebauung, mit Hinterhaus | Siemensstraße 41; 43 (Karte)                                                                   | um 1905 (Doppelmietshaus) | Klinkerfassade in späthistoristischen Formen mit Jugendstilanklängen, Kunststein- und Klinkergliederungen, ehemals Läden, ortsentwicklungsgeschichtlich und baugeschichtlich von Bedeutung | 09264229 |
|                                         | Doppelmietshaus in offener Bebauung, mit zwei Hinterhäusern | Siemensstraße 42; 44 (Karte)                                                                   | um 1905 (Doppelmietshaus) | Klinkerfassade zwischen Späthistorismus und Jugendstil, Kunststein-, Putz- und Klinkergliederungen, ehemals Läden, ortsentwicklungsgeschichtlich und baugeschichtlich von Bedeutung | 09290805 |
|                                         | Doppelmietshaus in offener Bebauung (Klingenstraße 27 und Siemensstraße 45) | Siemensstraße 45 (Karte)                                                                       | um 1905 (Doppelmietshaus) | späthistoristische Putz-Klinker-Fassade mit Kunststeingliederung, abgeschrägte Ecke mit Ziergiebel, ehemals Gaststätte, ortsentwicklungsgeschichtlich und baugeschichtlich von Bedeutung | 09264144 |
|                                         | Doppelmietshaus in offener Bebauung, mit zwei Hinterhäusern | Siemensstraße 46; 48 (Karte)                                                                   | um 1905 (Doppelmietshaus) | Klinkerfassade in Formen des ausgehenden Historismus mit Jugendstilanklängen, Kunststein-, Putz- und Klinkergliederungen, Hinterhäuser in baulicher Einheit mit Putzfassaden und Klinkergliederungen, ortsentwicklungsgeschichtlich und baugeschichtlich von Bedeutung | 09264231 |
|                                         | Mehrere Fabrikgebäude und ein Werkstattgebäude einer ehemaligen Textilfabrik | Wachsmuthstraße 1; 3 (Karte)                                                                   | 1897-1898 (Fabrikgebäude), 1901, Inbetriebnahme (Fabrikgebäude), um 1905 (Werkstatt)                                         | dreigeschossiges Hauptgebäude zur Wachsmuthstraße, dahinter ein- und zweigeschossige, einer ehem. Fabrikhalle vorgelagerte Bauten, insgesamt farbig abgesetzte Klinkerfassaden in späthistoristischen Formen, Klinker- und Kunststeingliederungen, Werkstattgebäude zur Limburgerstraße ausgerichtet, roter Klinkerbau mit Fassaden im Rastersystem, ortsentwicklungsgeschichtlich, industriegeschichtlich und baugeschichtlich von Bedeutung | 09264234 |
|                                         | Fabrikgebäude einer ehemals umfangreichen Fabrikanlage | Wachsmuthstraße 4 (Karte)                                                                      | 1896-1898 (Fabrikgebäude) | späthistoristische Klinkerfassade mit Klinker- und Kunststeingliederungen, ehemals Druckmaschinenfabrik der Fa. J.G. Schelter & Giesecke, später VEB Druckmaschinenwerke, Zeugnis für die Bedeutung Leipzigs als einstiges Zentrum des Maschinenbaus und der Druckindustrie, ortsentwicklungsgeschichtlich, industriegeschichtlich und baugeschichtlich von Bedeutung | 09264235 |
|                                         | Einzeldenkmale o. g. Sachgesamtheit: Mehrfamilienhauszeile einer Wohnanlage (siehe auch Sachgesamtheitsdokument - Obj. 09305210) | Wachsmuthstraße 7; 9; 11; 13; 15 (Karte)                                                       | 1926-1927 (Mehfamilienhauszeile)                                                                                             | Putzfassaden mit Klinkergliederung, siehe auch Zschochersche Straße 86-94, Siemensstraße 14-22 und Limburgerstraße 35-45, Architekt: Stadtbaurat Hubert Ritter, baugeschichtlich, ortsentwicklungsgeschichtlich und städtebaulich von Bedeutung Am 29. März 1926 wurde durch die Entwurfsabteilung des städtischen Hochbauamtes eine Planvorlage an das Wohnungsfürsorgeamt der Stadt Leipzig übersandt, das als Bauherr auftrat und durch Dr. Nitzsche zeichnungsberechtigt vertreten wurde. Die Pläne entstanden größtenteils im Dezember 1925 und Januar 1926, unterzeichnet wurden die Vorlagen vom Leiter des Hochbauamtes, dem Architekten Hubert Ritter (auf einigen Plänen vom Dezember 1925 befindet sich der Name Heidrich, auf denen vom 19. Januar 1926 ist mitunter der Name Seidler vermerkt). Ritter bzw. das Hochbauamt fungierten zudem als Bauleiter für das Projekt. Ein neuer farbiger Gesamtplan der Anlage mit Wegenetz und den vorgesehenen Baumpflanzungen datiert vom April 1926. Im gleichen Monat erging ein Antrag, mit den Ausschachtungsarbeiten beginnen zu dürfen (vorzeitiger Baubeginn), was im Leipziger Mietshausbau bereits seit Jahrzehnten praktiziert wurde. Der Bericht zur Grundbauprüfung trägt das Datum 1. Juni 1926 – am 3. Juli wurde die Baugenehmigung ausgereicht. Gesondert kamen Pläne für die Einfriedung an der Siemensstraße zur Beantragung, ebenso für die an der gleichen Straße gelegene Umformerstation. Für die Ausführung der Anlage wurden verschiedene Firmen unter Vertrag genommen: Ohme & Bechert sowie das Baugeschäft für Eisenbetonbau Carl Brömme, Baumeister Alfred Raue, das Baugeschäft Eduard Steyer, Baumeister A. Max Grosse als Inhaber des Baugeschäftes F. August Grosse für Hoch- und Tiefbau. Namhaft ist ferner Franz Zimmermann sowie die AG für Bauausführungen Hoch-, Tief- und Eisenbetonbau. Für die Wohnhausbauten erfolgte die Schlussprüfung am 19. Januar des Jahres 1927. Das im Mittelpunkt der Anlage eingeordnete zentrale Gebäude entstand zwischen April 1926 und April 1927 mit der Nutzung als Jugendheim, Zentralwäscherei, öffentliches Volksbad, daneben waren vorhanden eine Dienstwohnung und ein öffentlich zugänglicher Dachgarten. Zu DDR-Zeiten war hier ein Kindergarten eingerichtet. Im Zweiten Weltkrieg wurden die Häuser Wachsmuthstraße 5 und Limburgerstraße 43/45 weitgehend zerstört und im Frühjahr 1951 Pläne für den Wiederaufbau erarbeitet und Gutachten erstellt. Auftraggeber war die Stadt Leipzig, Stelle für Investitionen bzw. die KWA-Gruppe für Haus- und Grundbesitz. Entwurfsarbeiten und die Bauleitung übernahmen das Zweigbüro Leipzig im Landesprojektierungsbüro VEB Bauplanung Sachsen sowie die Ausführungs des Projektes der VEB Bau, Örtliche Industrie der Stadt Leipzig, Abteilung Bauhauptgewerbe. Bereits gut zwölf Monate später konnten sämtliche 36 Wohnungen bezogen werden. Alle drei Häuser besaßen quasi gleiche Grundrisse und sollten sich in ihrem Erscheinungsbild „deutlich vom alten Zustand absetzen“, ferner „für sich einwandfrei in der Aufteilung sein“. Sie zeugen vom behutsamen Umgang mit der vorhandenen Bausubstanz, als eine qualitätvolle Lösung für 'Neubau im Bestand' gefunden wurde, sozial- und baugeschichtlich ist der Wiederaufbau innerhalb nur eines Jahres sehr bemerkenswert. Die 36 Wohnungen in den als Dreispänner konzipierten viergeschossigen Häusern gehörten übrigens zu jenen 230 Wohnungen, die der Stadt Leipzig für das Jahr 1951 von der DDR-Regierung, Ministerium für Aufbau, bewilligt worden waren. Sämtliche Mauern wurden mit Normalziegeln errichtet und verputzt, die „Decken als Stahlsteindecken erstellt“ und die hölzerne Dachkonstruktion mit Biberschwänzen gedeckt. An der Limburger-, der Wachsmuth- sowie der Zschocherschen Straße bilden fünf oder sechs aneinangerstehende Mietshäuser eine Wohnhauszeile, während an der Siemensstraße zwei Doppelmietshäuser in Giebelstellung den Blick auf den zentralen „Gemeinschaftsbau“ lenken. Die Inszenierung des Solitärs wird durch eine ihm vorgelagerte Grünanlage sowie die Einfriedungsmauern an der Siemensstraße mit ungewöhnlich aufwendigen schmiedeeisernen Toren und zwei Plastiken auf hohen Torpfeilern unterstrichen. Sämtliche Gebäude sind über sichtbarem, teilweise bis weit ins Parterre gezogenem Klinkersockel verputzt, mit Klinkerbändern gegliedert und besitzen vorstehende Treppenhäuser zur Rhythmisierung der mit Ziegeldächern abschließenden Baukörper. Hofseitig öffnen sich kleine Loggien in den begrünten Innenhof, in dem eine mittig angeordnete Allee und Terrassen sowie auch zur Wäschetrocknung dienende Rasenflächen einen bemerkenswerten Gestaltungswillen zeigen. In den Erdgeschossen der Zschocherschen Straße – einer Leipziger Hauptverkehrsader und Ausfallstraße - wurden von Anfang an Läden vorgesehen. Von Interesse ist das Vorhaben im Jahr 1962 zur Umstellung des Ladens in Nummer 94 auf Selbstbedienung durch die Konsum-Genossenschaft Leipzig Südwest eGmbH. Mit Ausnahme der beiden Wohnblöcke im Inneren mit entstellenden Kunststofftüren und -fenstern sind für die übrigen Mietshäuser original erhaltene Ausstattungselemente zu konstatieren: die Hauseingangstüren und Treppenhäuser, Wohnungseingangstüren und Treppenhausfenster, Fußbodenkacheln und eiserne Gitter. Das Transformatorenhaus an der Siemensstraße, als kompletter Klinkerbau, ehemals mit Schieferdeckung, fügt sich als reiner Funktionsbau hinsichtlich seiner Gestaltung in die Gesamtanlage ein. LfD/2012, 2014            | 09264312 |
|                                         | Fabrikgebäude (mit mehreren Hausnummern) | Wachsmuthstraße 8; 8a; 8b; 8c; 8d; 10 (Karte)                                                  | 1900-1901 (Fabrik) | Klinkerfassade, als ehemalige Telephon- und Telegraphenwerke Stöcker & Co. von technikhistorischer und baugeschichtlicher Bedeutung | 09306361 |
|                                         | Mietshaus in offener Bebauung in Ecklage | Wachsmuthstraße 12 (Karte)                                                                     | um 1900 (Mietshaus) | reiche späthistoristische Klinkerfassade mit Kunststein- und Klinkergliederungen, abgeschrägte Ecke ehemals mit Laden, ortsentwicklungsgeschichtlich und baugeschichtlich von Bedeutung | 09264237 |
|                                         | Mietshaus in halboffener Bebauung | Wachsmuthstraße 18 (Karte)                                                                     | um 1900 (Mietshaus) | späthistoristische Klinkerfassade mit Kunststein-, Putz- und Klinkergliederungen, barockisierende Formen, ortsentwicklungsgeschichtlich und baugeschichtlich von Bedeutung | 09264238 |
|                                         | Mietshaus in halboffener Bebauung | Wachsmuthstraße 20 (Karte)                                                                     | um 1900 (Mietshaus) | späthistoristische Klinkerfassade mit Putz- und Kunststeingliederungen, ortsentwicklungsgeschichtlich und baugeschichtlich von Bedeutung | 09264399 |
|                                         | Mietshaus in geschlossener Bebauung in Ecklage | Walter-Heinze-Straße 1 (Karte)                                                                 | um 1905 (Mietshaus) | abwechslungsreich gegliederte Putzfassade in jugendstiligen Formen, Sandsteinelemente, erkerartige Eckgestaltung, zur Karl-Heine-Straße Zwerchhaus mit Schweifgiebel, Tordurchfahrt und Laden, ortsentwicklungsgeschichtlich und baugeschichtlich von Bedeutung | 09264239 |
|                                         | Mietshaus in geschlossener Bebauung | Walter-Heinze-Straße 2 (Karte)                                                                 | 1891 (Mietshaus) | historistische Putzfassade mit Putz- und Kunststeingliederungen, Laden, ortsentwicklungsgeschichtlich und baugeschichtlich von Bedeutung | 09264240 |
|                                         | Mietshaus in geschlossener Bebauung | Walter-Heinze-Straße 4 (Karte)                                                                 | um 1890 (Mietshaus) | historistische Putzfassade mit Putz- und Kunststeingliedierungen, ortsentwicklungsgeschichtlich und baugeschichtlich von Bedeutung | 09298925 |
|                                         | Mietshaus in ehemals geschlossener Bebauung | Walter-Heinze-Straße 7 (Karte)                                                                 | um 1885 (Mietshaus) | historistische Putzfassade mit reicher Putzgliederung und Kunststeinelementen, Mittenbetonung durch flache Vorlage, Tordurchfahrt, ortsentwicklungsgeschichtlich und baugeschichtlich von Bedeutung | 09264243 |
| Direkt Bild zu diesem Denkmal hochladen | Ehemaliges Kranken- und Armenhaus | Walter-Heinze-Straße 22 (Karte)                                                                | 1882-1883 (Krankenhaus) | zweiteiliges Gebäude innerhalb eines dreieckigen Bebauungsblocks, Putzfassade, jeweils Mittenbetonung durch Vorlage mit Eingang, ortsgeschichtliche und sozialgeschichtliche Bedeutung | 09264657 |
|                                         | Mietshaus in geschlossener Bebauung, mit Seitenflügel | Walter-Heinze-Straße 23 (Karte)                                                                | 1889 (Mietshaus) | historistische Klinkerfassade mit Putz- und Kunststeingliederungen, Tordurchfahrt und ehemals Laden, ortsentwicklungsgeschichtlich und baugeschichtlich von Bedeutung | 09264245 |
|                                         | Mietshaus in geschlossener Bebauung | Walter-Heinze-Straße 25 (Karte)                                                                | 1891 (Mietshaus) | historistische Klinkerfassade mit Putz- und Kunststeingliederungen, ehemals Tordurchfahrt und ehemals Laden, ortsentwicklungsgeschichtlich und baugeschichtlich von Bedeutung | 09264246 |
|                                         | Mietshaus in geschlossener Bebauung | Walter-Heinze-Straße 30 (Karte)                                                                | um 1890 (Mietshaus) | historistische Putzfassade mit Putz- und Kunststeingliederungen, Tordurchfahrt, ortsentwicklungsgeschichtlich und baugeschichtlich von Bedeutung | 09264247 |
| Direkt Bild zu diesem Denkmal hochladen | Straßenbrücke über den Karl-Heine-Kanal | Weißenfelser Straße - (Karte)                                                                  | 1886 (Straßenbrücke) | Bogenbrücke in Bruchstein- und Ziegelmauerwerk, ortsentwicklungsgeschichtlich, baugeschichtlich und verkehrsgeschichtlich von Bedeutung | 09264249 |
|                                         | Mietshaus in halboffener Bebauung | Weißenfelser Straße 1 (Karte)                                                                  | um 1900 (Mietshaus) | späthistoristische Klinkerfassade mit Putz- und Kunststeingliederungen, ortsentwicklungsgeschichtlich und baugeschichtlich von Bedeutung | 09298901 |
|                                         | Mietshaus in halboffener Bebauung | Weißenfelser Straße 2 (Karte)                                                                  | um 1900 (Mietshaus) | einfache späthistoristische Klinkerfassade mit Kunststeingliederungen, ehemals zwei Läden, ortsentwicklungsgeschichtlich von Bedeutung | 09298899 |
|                                         | Mietshaus in geschlossener Bebauung | Weißenfelser Straße 3 (Karte)                                                                  | um 1900 (Mietshaus) | reiche späthistoristische Klinkerfassade mit Kunststein- und Putzgliederungen, schmiedeeiserne Anker, ortsentwicklungsgeschichtlich und baugeschichtlich von Bedeutung | 09298902 |
|                                         | Mietshaus in halboffener Bebauung | Weißenfelser Straße 4 (Karte)                                                                  | 1887 (Mietshaus) | historistische Putzfassade mit Putz-, Kunststein- und Stuckgliederungen, ehemals Laden, ortsentwicklungsgeschichtlich und baugeschichtlich von Bedeutung | 09298900 |
|                                         | Mietshaus in geschlossener Bebauung | Weißenfelser Straße 5 (Karte)                                                                  | um 1900 (Mietshaus) | aufwändig gegliederte späthistoristische Putzfassade mit Kunststeinelementen, Läden, ortsentwicklungsgeschichtlich und baugeschichtlich von Bedeutung | 09298903 |
|                                         | Mietshaus in geschlossener Bebauung in Ecklage | Weißenfelser Straße 6 (Karte)                                                                  | um 1890 (Mietshaus) | historistische Putzfassade mit Putz- und Kunststeingliederungen, flache Vorlagen, abgeschrägte Ecke, Eckladen, ortsentwicklungsgeschichtlich und baugeschichtlich von Bedeutung | 09291792 |
| Weitere Bilder                          | Ehemaliges Lagergebäude | Weißenfelser Straße 7 (Karte)                                                                  | 1913 (Lagerhaus) | Putzfassade im Reformstil um 1910/15, Putzgliederungen, vertikale Unterteilung durch angedeutete Erker, seitliche Tordurchfahrt, im Dachgeschoss ehemals Hausmannswohnung, derzeit genutzt vom Polizeirevier Südwest, ortsentwicklungsgeschichtlich und baugeschichtlich von Bedeutung | 09298490 |
|                                         | Mietshaus in halboffener Bebauung in Ecklage | Weißenfelser Straße 8 (Karte)                                                                  | um 1890 (Mietshaus) | historistische Putzfassade mit Putz- und Kunststeingliederungen, seitliche Vorlagen, Laden, ortsentwicklungsgeschichtlich und baugeschichtlich von Bedeutung | 09298911 |
|                                         | Mietshausgruppe in geschlossener Bebauung (Alte Straße 23 und Weißenfelser Straße 9, 11), ehemals mit Postamt | Weißenfelser Straße 9; 11 (Karte)                                                              | 1889 (Weißenfelser Straße 11, Mietshaus), 1908 (Weißenfelser Straße 9, Mietshaus), 1888-1889 (Alte Straße 23, Post)          | repräsentative, historistische Klinkerfassaden mit Sandsteingliederungen, entsprechend der städtebaulichen Lage risalitartige Eckgestaltung mit Erkern, Giebeln und Türmchenaufsatz, über Hauseingang an der Alten Straße weiterer Erker, das wohl etwas jüngere Gebäude Weißenfelser Straße 9 in angepasster Form, ortsgeschichtlich und baugeschichtlich von Bedeutung | 09264018 |
| Weitere Bilder                          | Mietshaus in geschlossener Bebauung | Weißenfelser Straße 10 (Karte)                                                                 | 1874 (Mietshaus) | historistische Putzfassade mit Putz-, Stein- und Stuckgliederungen, seitliche Vorlagen, darüber Zwerchgiebel, Erdgeschoss als Gaststätte genutzt, ortsentwicklungsgeschichtlich und baugeschichtlich von Bedeutung | 09298913 |
|                                         | Mietshaus in geschlossener Bebauung | Weißenfelser Straße 12 (Karte)                                                                 | 1885 (Mietshaus) | historistische Putzfassade, Kunststein- und Putzgliederungen, ehemals Läden, ortsentwicklungsgeschichtlich und baugeschichtlich von Bedeutung | 09298912 |
|                                         | Schulgebäude mit Turnhalle, Einfriedung und Vorgarten an der Erich-Zeigner-Allee (siehe auch angebautes Schulgebäude Erich-Zeigner-Allee 24) | Weißenfelser Straße 13 (Karte)                                                                 | um 1880 (Schule) | historistischer Putzbau über winkligem Grundriss, Stein- und Putzgliederungen, Front zur Weißenfelser Straße mit Mittelrisalit und flachen seitlichen Vorlagen, Turnhalle wohl etwas jüngerer Putzbau, ortsentwicklungsgeschichtlich, baugeschichtlich und sozialgeschichtlich von Bedeutung | 09264250 |
|                                         | Mietshaus in geschlossener Bebauung in Ecklage, mit Vorgarten an der Erich-Zeigner-Allee | Weißenfelser Straße 14 (Karte)                                                                 | bezeichnet 1883 (Mietshaus)                                                                                                  | historistische Putzfassade mit Putz- und Steingliederungen, abgeschrägte Ecke mit Turmhaube und Pilasterrahmungen, Eckladen und Laden, ortsentwicklungsgeschichtlich und baugeschichtlich von Bedeutung | 09292691 |
|                                         | Mietshaus in geschlossener Bebauung, mit Einfriedung und Vorgarten | Weißenfelser Straße 15 (Karte)                                                                 | bezeichnet 1888 (Mietshaus)                                                                                                  | repräsentative historistische Klinkerfassade mit Putz-, Terracotta-, Kunst- und Sandsteingliederungen, zur Straße vorspringender Seitenflügel, Zwerchhäuser und Zwerchgiebel, aufwändige Einfriedung, ortsentwicklungsgeschichtlich und baugeschichtlich von Bedeutung | 09264251 |
| Weitere Bilder                          | Kirche (mit Ausstattung) und umliegendem Kirchplatz | Weißenfelser Straße 16 (Karte)                                                                 | 1886-1888 (Kirche), 1888 (Orgel), 1888 (Orgelprospekt), 1990-1994 (Orgel)                                                    | neugotischer Klinkerbau mit querschiffloser Wandpfeilerhalle, Architekt Johannes Otzen, Innenraum durch 1981 eingezogene Zwischendecke verändert, umgebende Platzanlage einst im architektonischen Gartenstil gestaltet, stadtteilprägende Wirkung, ortsgeschichtlich, kirchengeschichtlich, baugeschichtlich, künstlerisch und städtebaulich von Bedeutung | 09264637 |
|                                         | Wohnhaus in offener Bebauung (Anschrift: Weißenfelser Straße 17 und Zschochersche Straße 33a) | Weißenfelser Straße 17 (Karte)                                                                 | 1863 (Wohnhaus) | schlichter zweigeschossiger Putzbau, Zeugnis für die Anfänge der Vorstadtentwicklung, jüngere Läden, ortsentwicklungsgeschichtlich von Bedeutung | 09290844 |
|                                         | Ehemaliges Ledigenwohnheim, heute Altenheim der Inneren Mission Leipzig | Weißenfelser Straße 18 (Karte)                                                                 | bezeichnet 1900 (Ledigenwohnheim)                                                                                            | kraftvolle historistische Klinkerfassade in neugotischen und neorenaissancistischen Formen, Sandstein- und Kunststeingliederungen, Eckerker, ortsgeschichtlich, sozialgeschichtlich und baugeschichtlich von Bedeutung | 09264252 |
|                                         | Mietshaus in geschlossener Bebauung in Ecklage | Weißenfelser Straße 19 (Karte)                                                                 | um 1885 (Mietshaus) | historistische Putzfassade mit Putz- und Kunststeingliederungen, seitlich flache Vorlagen, Läden, ortsentwicklungsgeschichtlich von Bedeutung | 09264398 |
|                                         | Mietshaus in offener Bebauung | Weißenfelser Straße 20 (Karte)                                                                 | um 1890 (Mietshaus) | historistische Klinkerfassade mit schweren Sandsteingliederungen, wohl ursprünglich Teil eines Doppelmietshauses, ortsentwicklungsgeschichtlich und baugeschichtlich von Bedeutung | 09264253 |
|                                         | Wohnhaus in offener Bebauung in Ecklage, mit Nebengebäude | Weißenfelser Straße 24 (Karte)                                                                 | um 1860 (Wohnhaus) | fein strukturierte Putzfassade, Mittelrisalit mit Giebeldreieck, späterer Ladeneinbau, Zeugnis der Anfänge der Vorortentwicklung, Nebengebäude jüngerer Klinkerbau mit Klinkergliederung, ortsentwicklungsgeschichtlich und baugeschichtlich von Bedeutung | 09299246 |
|                                         | Mietshaus in ehemals geschlossener Bebauung | Weißenfelser Straße 25 (Karte)                                                                 | um 1885 (Mietshaus) | historistische Putzfassade mit Putz- und Steingliederungen, Läden, ortsentwicklungsgeschichtlich und baugeschichtlich von Bedeutung | 09264254 |
|                                         | Mietshaus in geschlossener Bebauung | Weißenfelser Straße 27 (Karte)                                                                 | um 1885 (Mietshaus) | historistische Putzfassade mit Putz- und Steingliederungen, seitlich flache Vorlagen, zugesetzter Laden, ortsentwicklungsgeschichtlich und baugeschichtlich von Bedeutung | 09264255 |
|                                         | Mietshaus in geschlossener Bebauung in Ecklage | Weißenfelser Straße 30 (Karte)                                                                 | um 1885 (Mietshaus) | historistische Putzfassade mit Putz- und Steingliederungen, risalitartige Eckgestaltung, seitlich flache Vorlage mit Tordurchfahrt, Läden, ortsentwicklungsgeschichtlich und baugeschichtlich von Bedeutung | 09264256 |
|                                         | Mietshaus in geschlossener Bebauung in Ecklage | Weißenfelser Straße 32 (Karte)                                                                 | um 1900 (Mietshaus) | späthistoristische Klinkerfassade mit Kunststein- und Putzgliederungen, abgeschrägte Ecke mit Erker auf Hermenkonsolen und Turmhaube, Gaststätte, ortsentwicklungsgeschichtlich und baugeschichtlich von Bedeutung | 09264257 |
|                                         | Mietshaus in geschlossener Bebauung | Weißenfelser Straße 33 (Karte)                                                                 | bezeichnet 1882 (Mietshaus)                                                                                                  | etwas reduzierte historistische Putzfassade mit Steingliederungen, Tordurchfahrt, ehemals Laden, ortsentwicklungsgeschichtlich von Bedeutung | 09264258 |
|                                         | Mietshaus in halboffener Bebauung | Weißenfelser Straße 34 (Karte)                                                                 | um 1895 (Mietshaus) | späthistoristische Klinkerfassade mit Putz- und Kunststeingliederungen, Tordurchfahrt und ehemals Laden, | 09264259 |
| Direkt Bild zu diesem Denkmal hochladen | Mietshaus | Weißenfelser Straße 37 (Karte)                                                                 | um 1880 (Mietshaus) | Mietshaus in geschlossener Bebauung mit Tordurchfahrt (Putzfassade) | 09264260 |
|                                         | Mietshaus in geschlossener Bebauung, mit Werkstattgebäude im Hof und Hinterhaus | Weißenfelser Straße 41 (Karte)                                                                 | um 1880 (Mietshaus) | wohl etwas reduzierte, historistische Putzfassade mit Stein- und Putzgliederungen, Tordurchfahrt und Laden, Hofgebäude Putzbauten, ortsentwicklungsgeschichtlich und baugeschichtlich von Bedeutung | 09264262 |
|                                         | Mietshaus in halboffener Bebauung | Weißenfelser Straße 44 (Karte)                                                                 | um 1875 (Mietshaus) | historistische Putzfassade mit Putzgliederung, ortsentwicklungsgeschichtlich von Bedeutung | 09264263 |
| Weitere Bilder                          | Hinterhaus sowie Tor der Durchfahrt des Vorderhauses | Weißenfelser Straße 45 (Karte)                                                                 | um 1915 (Hinterhaus) | Putzfassade im Reformstil um 1910/15, Putzgliederungen und Erker, in den hölzernen Torflügeln der Durchfahrt Fensteröffnungen mit Ovalteilung und zeittypischem Dekor, ortsentwicklungsgeschichtlich und handwerksgeschichtlich von Bedeutung | 09264264 |
|                                         | Mietshaus in geschlossener Bebauung in Ecklage | Weißenfelser Straße 47 (Karte)                                                                 | um 1895 (Mietshaus) | aufwändige späthistoristische Putz-Klinker-Fassade mit Putz- und Kunststeingliederungen, risalitartige Eckbetonung mit Laden, ortsentwicklungsgeschichtlich und baugeschichtlich von Bedeutung | 09264265 |
|                                         | Mietshaus in geschlossener Bebauung, mit zwei Hofgebäuden | Weißenfelser Straße 47b (Karte)                                                                | um 1895 (Mietshaus) | späthistoristische Klinker-Putz-Fassade mit Kunststein-, Putz- und Klinkergliederungen, seitliche Vorlagen, Tordurchfahrt, Hofgebäude über rechtwinkligem Grundriss Klinkerfassaden, ortsentwicklungsgeschichtlich und baugeschichtlich von Bedeutung | 09264266 |
|                                         | Mietshaus in geschlossener Bebauung | Weißenfelser Straße 50 (Karte)                                                                 | 1872-1873 (Mietshaus) | Putzfassade mit antikisierendem Dekor, Stein- und Putzgliederungen, ortsentwicklungsgeschichtlich und baugeschichtlich von Bedeutung Für die Bauplätze 10 und 11 an der damaligen Korbstraße wurde ein Baugesuch eingereicht: Zimmermeister F. W. Pfefferkorn legte Pläne im Auftrag des Tischlers Mehring J. Polenius vor. Beide Häuser sollten in jeder Etage zwei Wohnungen erhalten, das Werkstellengebäude im Hof eine Tischlerwerkstatt (Nummer 48). Im Mai 1873 konnten die Mieter einziehen. 1874-1876 kam ein Seitengebäude bei Nummer 50 im Auftrag von Hermann Stelzner nach Vorlagen des Bauunternehmers H. Gerstenberger zur Ausführung, es diente vordergründig als Rollgebäude. Am Vorderhaus erfolgten in den Jahren 2000/2001 Instandsetzungs- und Sanierungsarbeiten nebst einem Anbau von (zu großen) Balkonen auf der Hofseite. Das Hintergebäude ist nicht mehr vorhanden, es wurde wohl Mitte der 1990er Jahre abgetragen, auch die historische Hofpflasterung ist beseitigt. Zum Zeitpunkt der Erfassung 1993 war die komplette Putzfassade mit ihrer feingliedrigen Struktur original erhalten. Die Beletage ist durch etwas aufwendigere Fensterverdachungen und ein durchgezogenes Sohlbankgesims aus Sandstein mit darunter liegendem Palmettenfries hervorgehoben, die Traufe besitzt Stuckkonsolen. Als gründerzeitliches Haus im geschlossenen Straßenzug besitzt das Gebäude einen baugeschichtlichen Wert und dokumentiert die frühe Phase der Plagwitzer Ortserweiterung. LfD/2015 | 09264268 |
|                                         | Mietshaus (Nr. 51) in zeitweise offener Bebauung, mit ehemaligem Fabrikgebäude (Nr. 51a) im Hof | Weißenfelser Straße 51; 51a (Karte)                                                            | um 1890 (Mietshaus) | Klinker-Putz-Fassade mit Kunststein-, Putz- und Klinkergliederungen, Tordurchfahrt, Fabrikgebäude zum Wohnhaus umgebauter Putzbau, ortsentwicklungsgeschichtlich und baugeschichtlich von Bedeutung | 09264269 |
|                                         | Mietshaus in geschlossener Bebauung | Weißenfelser Straße 52 (Karte)                                                                 | um 1875 (Mietshaus) | Putzfassade mit antikisierendem historistischem Dekor, Steingliederungen, seitlich flache Vorlagen, Tordurchfahrt und Laden, ortsentwicklungsgeschichtlich und baugeschichtlich von Bedeutung | 09264270 |
|                                         | Mietshaus in geschlossener Bebauung, mit Hofpflaster | Weißenfelser Straße 54 (Karte)                                                                 | um 1875 (Mietshaus) | historistische Putzfassade mit Putz- und Sandsteingliederung, Vorlage als Mittenbetonung, seitliche Tordurchfahrt, Hinterhaus schlichte Putzfassade, ortsentwicklungsgeschichtlich und baugeschichtlich von Bedeutung | 09264271 |
|                                         | Mietshaus in ehemals geschlossener Bebauung | Weißenfelser Straße 55 (Karte)                                                                 | um 1895 (Mietshaus) | späthistoristische Klinkerfassade mit Kunststein-, Putz- und Klinkergliederungen, seitlich flache Vorlagen, Tordurchfahrt, ortsentwicklungsgeschichtlich und baugeschichtlich von Bedeutung | 09264272 |
|                                         | Mietshaus in geschlossener Bebauung | Weißenfelser Straße 57 (Karte)                                                                 | um 1900 (Mietshaus) | späthistoristische Putzfassade mit Putz- und Kunststeingliederungen, ortsentwicklungsgeschichtlich und baugeschichtlich von Bedeutung | 09264273 |
| Direkt Bild zu diesem Denkmal hochladen | Mietshaus in geschlossener Bebauung | Weißenfelser Straße 59 (Karte)                                                                 | 1895/1900 (Mietshaus) | späthistoristische Putzfassade mit Kunststein- und Putzgliederungen, ortsentwicklungsgeschichtlich und baugeschichtlich von Bedeutung | 09264274 |
|                                         | Mietshaus in geschlossener Bebauung | Weißenfelser Straße 60 (Karte)                                                                 | um 1900 (Mietshaus) | Putz-Klinker-Fassade in kräftigen späthistoristischen Formen, Putz- und Kunststeingliederungen, Balkon in der Mitte des ersten Obergeschosses, seitlich flache Vorlagen, Tordurchfahrt, ortsentwicklungsgeschichtlich und baugeschichtlich von Bedeutung | 09264275 |
| Weitere Bilder                          | Kontorhaus und Lagergebäude einer ehemaligen Fabrikanlage, mit Toreinfahrt | Weißenfelser Straße 65a; 65b; 65c; 65d; 65e; 65f; 65g; 65h; 65i (Karte)                        | um 1890 (Kontorhaus), 1937-1939 (Fabrikhalle)                                                                                | Kontorhaus historistischer Klinkerbau mit Putz- und Klinkergliederungen, zweiteiliges Lagergebäude funktionaler Bau in Beton und Klinker auf markanter Substruktion aus Stahlbetonpfeilern, in der Gebäudemitte einst überdachter Gleiskopf, ortsentwicklungsgeschichtlich, industriegeschichtlich und baugeschichtlich von Bedeutung | 09264277 |
| Direkt Bild zu diesem Denkmal hochladen | Fassade eines ehemaligen Fabrikgebäudes | Weißenfelser Straße 67 (Karte)                                                                 | 1897 (Fassade) | Klinkerfassade mit Klinker- und Kunststeingliederungen, kunstvolle Maueranker mit Monogramm RSP, darunter Pflugschar, ehemals Teil der ausgedehnten Fabrikanlagen der international tätigen Landmaschinenfabrik Rud. Sack (siehe auch Gießerstraße 12 und Karl-Heine-Straße 97, 101, 105), Zeugnis der Bedeutung Leipzigs als einstiges Zentrum des Maschinenbaus, ortsentwicklungsgeschichtlich, industriegeschichtlich und baugeschichtlich von Bedeutung | 09305195 |
|                                         | Mietshaus in geschlossener Bebauung | Weißenfelser Straße 68 (Karte)                                                                 | um 1895 (Mietshaus) | späthistoristische Klinkerfassade mit Kunststein- und Putzgliederungen, in der Mitte und seitlich flache Vorlagen, Tordurchfahrt, ortsentwicklungsgeschichtlich und baugeschichtlich von Bedeutung | 09264278 |
|                                         | Drei Fabrikgebäude und eine Fabrikhalle einer ehemaligen Fabrikanlage | Weißenfelser Straße 69a; 71 (Karte)                                                            | um 1900 (Fabrikgebäude) | straßenseitige Gebäude mit Klinkerfassaden in späthistoristischen Formen, teils Jugendstilanklänge, Klinker-, auch Putz- und Kunststeingliederungen, bei Nummer 71 rückwärtig Fabrikhalle, wohl mit basilikalem Querschnitt, über den Seitenteilen Sheddächer, ehemals Teile der ausgedehnten Maschinenfabrik für Holzbearbeitungsmaschinen E. Kießling & Co. (siehe auch Gießerstraße 12a), 1936/37 von der Fa. Brehmer Buchdruckereimaschinen übernommen, Zeugnis der Bedeutung Leipzigs als einstiges Zentrum des Maschinenbaus, ortsentwicklungsgeschichtlich, industriegeschichtlich und baugeschichtlich von Bedeutung | 09264304 |
|                                         | Zwei Fabrikgebäude einer ehemaligen Fabrikanlage | Weißenfelser Straße 73 (Karte)                                                                 | um 1915 (Fabrikgebäude) | Klinkerfassade im Reformstil um 1915, zeittypisches Rastersystem, Klinker- und Kunststeingliederungen, Zwerchhaus mit Voluten, seitliche Tordurchfahrt, rückwärtiges Gebäude etwas älter, Klinkerfassade mit Klinkergliederungen, Zeugnis der Entwicklung von Plagwitz zum bedeutenden Industriestandort, ortsentwicklungsgeschichtlich, industriegeschichtlich und baugeschichtlich von Bedeutung | 09305241 |
|                                         | Zwei Fabrikgebäude und Kesselhaus West (Anschriften: Gießerstraße 12 und Weißenfelser Straße 84, auf einem Grundstück mit Karl-Heine-Straße 105) | Weißenfelser Straße 84 (Karte)                                                                 | um 1900 (Fabrikanlagenteil)                                                                                                  | Eckgebäude Putzbau mit Putz- und Kunststeingliederungen, in der Weißenfelser Straße anschließend Betonskelettbau im Reformstil um 1910, mit typischer Putzfassade im Rastersystem, hofseitig Kesselhaus mit steil aufragender Giebelfront, Putzfassade mit Putzgliederungen, ehemals Teil der ausgedehnten Fabrikanlagen der Landmaschinenfabrik Rud. Sack, Hersteller von Dampfpflügen und Drillmaschinen (siehe auch Weißenfelser Straße 67), Zeugnis der Bedeutung Leipzigs als einstiges Zentrum des Maschinenbaus, ortsentwicklungsgeschichtlich, industriegeschichtlich und baugeschichtlich von Bedeutung | 09264065 |
|                                         | Doppelmietshaus in offener Bebauung, mit Einfriedung und Vorgärten | Wendlerstraße 3; 5 (Karte)                                                                     | um 1900 (Doppelmietshaus) | Putz-Klinker-Fassaden in Formen des ausgehenden Historismus, Kunststeingliederungen, Nummer 3 etwas vereinfachend rekonstruiert, ortsentwicklungsgeschichtlich und baugeschichtlich von Bedeutung | 09264280 |
|                                         | Doppelmietshaus in offener Bebauung mit Vorgärten und Resten der Einfriedung | Wendlerstraße 4; 6 (Karte)                                                                     | um 1900 (Doppelmietshaus) | späthistoristische Putzfassade mit Putz- und Kunststeingliederungen, ortsentwicklungsgeschichtlich und baugeschichtlich von Bedeutung | 09264281 |
|                                         | Doppelmietshaus in offener Bebauung, mit Einfriedung und Vorgärten | Wendlerstraße 7; 9 (Karte)                                                                     | um 1905 (Doppelmietshaus) | Klinkerfassade in Formen des ausgehenden Historismus mit Jugendstileinschlag, Putz- und Kunststeingliederungen, ortsentwicklungsgeschichtlich und baugeschichtlich von Bedeutung | 09264282 |
|                                         | Doppelmietshaus in offener Bebauung, mit Vorgarten | Wendlerstraße 8; 10 (Karte)                                                                    | um 1905 (Doppelmietshaus) | Klinkerfassade in Formen des ausgehenden Historismus mit Jugendstilanklängen, Kunststein- und Klinkergliederungen, ortsentwicklungsgeschichtlich und baugeschichtlich von Bedeutung | 09298851 |
| Weitere Bilder                          | Mietshaus in halboffener Bebauung | Zollschuppenstraße 1 (Karte)                                                                   | um 1900 (Mietshaus) | späthistoristische Klinkerfassade mit Kunststein- und Klinkergliederungen, ortsentwicklungsgeschichtlich von Bedeutung | 09294949 |
|                                         | Ehemalige Zollabfertigung des Bahnhofs Leipzig-Plagwitz mit Einfriedung, Vorgarten und Straßenpflasterung vor der Rampe | Zollschuppenstraße 2; 2a; 2b; 2c; 2d; 4; 4a; 4b; 4c; 6; 6a (Karte)                             | 1898 (Güterabfertigung) | langgestreckter Klinkerbau in schlichten historistischen Formen, Kopfbau im Norden wohl ehemals für Büro- und Schalternutzung, anschließend Aufbewahrungshallen für das Zollgut mit Laderampen, ehemals errichtet für Königlich-Sächsische Staatseisenbahnen an den Industriegleisen Plagwitz-Lindenau, siehe auch Industriebahnhof Leipzig-Plagwitz (Röckener Straße 2-38), eisenbahngeschichtlich und wirtschaftsgeschichtlich von Bedeutung | 09264029 |
|                                         | Mietshaus in geschlossener Bebauung | Zollschuppenstraße 3 (Karte)                                                                   | um 1900 (Mietshaus) | späthistoristische Klinkerfassade mit Kunststein-, Klinker- und Stuckgliederungen, ortsentwicklungsgeschichtlich von Bedeutung | 09294950 |
|                                         | Mietshaus in geschlossener Bebauung | Zollschuppenstraße 5 (Karte)                                                                   | um 1900 (Mietshaus) | späthistoristische Klinkerfassade mit jugendstiligem Dekor, Kunststein- und Klinkergliederungen, ortsentwicklungsgeschichtlich von Bedeutung | 09294951 |
|                                         | Mietshaus in geschlossener Bebauung | Zollschuppenstraße 7 (Karte)                                                                   | um 1902 (Mietshaus) | späthistoristische Klinkerfassade mit jugendstiligem Dekor, Kunststein- und Klinkergliederungen, ortsentwicklungsgeschichtlich von Bedeutung | 09294952 |
|                                         | Mietshaus in geschlossener Bebauung | Zollschuppenstraße 9 (Karte)                                                                   | um 1905 (Mietshaus) | späthistoristische Klinkerfassade mit teils jugendstiligem Dekor, Kunststeingliederungen, ortsentwicklungsgeschichtlich von Bedeutung | 09264283 |
| Weitere Bilder                          | Mietshaus in halboffener Bebauung in Ecklage | Zollschuppenstraße 11 (Karte)                                                                  | um 1900 (Mietshaus) | späthistoristische Klinkerfassade mit Kunststein- und Klinkergliederungen, zugesetzter Laden, ortsentwicklungsgeschichtlich von Bedeutung | 09264284 |
| Weitere Bilder                          | Straßenbrücke über den Karl-Heine-Kanal und Stützmauer der Merseburger Straße | Zschochersche Straße - (Karte)                                                                 | 1862, später überformt (Straßenbrücke)                                                                                       | Dreibogenbrücke mit schmiedeeisernem Brückengeländer, ursprünglich in Ziegel- und Bruchsteinmauerwerk, 1997-1999 in Anlehnung an ursprüngliche Form in moderner Stahlbetonbauweise mit Naturstein- und Ziegelverblendung neu errichtet, ortsentwicklungsgeschichtlich und verkehrsgeschichtlich von Bedeutung | 09264285 |
| Direkt Bild zu diesem Denkmal hochladen | Mietshaus in halboffener Bebauung und in Ecklage, mit Vorgarten und Einfriedung an der Karl-Heine-Straße | Zschochersche Straße 16 (Karte)                                                                | um 1890 (Mietshaus) | späthistoristische Klinkerfassade mit Putz- und Kunststeingliederungen, risalitartige Eckbetonung mit Schaugiebeln und Turmhaube, Läden, schmiedeeiserne Einfriedung mit gemauerten Pfeilern, straßenbildprägender Bau an der Kreuzung Felsenkeller, baugeschichtlich und ortsentwicklungsgeschichtlich von Bedeutung | 09261897 |
|                                         | Mietshaus in geschlossener Bebauung, mit Werkstattgebäude im Hof | Zschochersche Straße 20 (Karte)                                                                | um 1905 (Mietshaus) | Klinkerfassade zwischen Späthistorismus und Jugendstil, Putz- und Kunststeingliederungen, seitliche Vorlagen, die nördliche mit Tordurchfahrt und Zwerchgiebel, Laden, ortsentwicklungsgeschichtlich und baugeschichtlich von Bedeutung | 09261899 |
|                                         | Mietshaus in geschlossener Bebauung und rückwärtiges Wohnhaus mit Remise und Einfriedung | Zschochersche Straße 22 (Karte)                                                                | um 1890 (Mietshaus) | Mietshaus mit späthistoristische Putz-Klinker-Fassade, Putz- und Kunststeingliederungen, seitliche Vorlagen, auf der Südseite mit Kastenerker, Tordurchfahrt und Läden, rückwärtiges Wohnhaus repräsentative späthistoristische Putzfassade mit Klinker-, Kunststein- und Putzgliederungen, Remise mit Zierfachwerk, ortsentwicklungsgeschichtlich und baugeschichtlich von Bedeutung | 09261901 |
|                                         | Mietshaus in geschlossener Bebauung in Ecklage | Zschochersche Straße 23 (Karte)                                                                | um 1890 (Mietshaus) | historistische Putzfassade mit Putz- und Steingliederungen, risalitartige Eckbetonung und seitliche Vorlagen, Läden, ortsentwicklungsgeschichtlich und baugeschichtlich von Bedeutung | 09261902 |
|                                         | Mietshaus in geschlossener Bebauung | Zschochersche Straße 24 (Karte)                                                                | um 1880 (Mietshaus) | historistische, symmetrisch aufgeteilte Putzfassade mit Putz- und Steingliederungen, Läden, ortsentwicklungsgeschichtlich und baugeschichtlich von Bedeutung | 09264286 |
| Weitere Bilder                          | Wohn- und Geschäftshaus in geschlossener Bebauung | Zschochersche Straße 26 (Karte)                                                                | bezeichnet 1902 (Wohn- und Geschäftshaus)                                                                                    | Putzfassade mit Schmuckformen des Art déco, Pilastergliederung und bay windows, Dreieckgiebel, ortsentwicklungsgeschichtlich und baugeschichtlich von Bedeutung | 09264703 |
| Weitere Bilder                          | Doppelmietshaus in geschlossener Bebauung in Ecklage | Zschochersche Straße 30; 32 (Karte)                                                            | um 1885 (Doppelmietshaus), vor 2014 (Pflaster)                                                                               | historistische Putzfassade mit Putz- und Steingliederungen, risalitartige Eckbetonung und seitliche Vorlagen, Erdgeschoss Ladenzone, ortsentwicklungsgeschichtlich und baugeschichtlich von Bedeutung | 09264289 |
|                                         | Mietshaus in geschlossener Bebauung | Zschochersche Straße 31 (Karte)                                                                | um 1895 (Mietshaus) | historistische Klinkerfassade mit Klinker- und Kunststeingliederungen, Tordurchfahrt und Läden, spätere Aufstockung, ortsentwicklungsgeschichtlich von Bedeutung | 09299018 |
|                                         | Wohnhaus in offener Bebauung (Anschrift: Weißenfelser Straße 17 und Zschochersche Straße 33a) | Zschochersche Straße 33a (Karte)                                                               | 1863 (Wohnhaus) | schlichter zweigeschossiger Putzbau, Zeugnis für die Anfänge der Vorstadtentwicklung, jüngere Läden, ortsentwicklungsgeschichtlich von Bedeutung | 09290844 |
|                                         | Mietshaus in geschlossener Bebauung | Zschochersche Straße 34 (Karte)                                                                | um 1890 (Mietshaus) | historistische Klinkerfassade mit Kunststein-, Putz- und Klinkergliederungen, Tordurchfahrt, Läden, ortsentwicklungsgeschichtlich und baugeschichtlich von Bedeutung | 09299101 |
|                                         | Mietshaus in geschlossener Bebauung | Zschochersche Straße 35 (Karte)                                                                | 1905 (Mietshaus) | Klinkerfassade in Jugendstilformen, Klinker- und Kunststeingliederungen, Tordurchfahrt und Laden, ortsentwicklungsgeschichtlich und baugeschichtlich von Bedeutung | 09264288 |
|                                         | Mietshaus in geschlossener Bebauung, mit Nebengebäude im Hof | Zschochersche Straße 36 (Karte)                                                                | 1895 (Mietshaus) | späthistoristische Klinkerfassade mit Putz- und Kunststeingliederungen, Läden, ortsentwicklungsgeschichtlich und baugeschichtlich von Bedeutung | 09264290 |
|                                         | Mietshaus in geschlossener Bebauung, mit Hofgebäude und Hofpflasterung | Zschochersche Straße 37 (Karte)                                                                | um 1890 (Mietshaus), um 1890 (Nebengebäude)                                                                                  | historistische Putzfassade mit reicher Kunststeingliederung, seitliche Vorlagen, Tordurchfahrt und Läden, Hofgebäude Putzfassade mit Putz- und Sandsteingliederungen, Eckturm, ortsentwicklungsgeschichtlich von Bedeutung | 09264291 |
|                                         | Mietshaus in halboffener Bebauung | Zschochersche Straße 39 (Karte)                                                                | um 1890 (Mietshaus) | geglättete Putzfassade mit Kunststeinelementen, Läden mit gusseisernen Säulen, ortsentwicklungsgeschichtlich von Bedeutung | 09294380 |
|                                         | Mietshaus in ehemals geschlossener Bebauung, mit Hofpflaster | Zschochersche Straße 40 (Karte)                                                                | bezeichnet 1913 (Mietshaus)                                                                                                  | Putzfassade im Reformstil um 1910/15, Putzgliederungen, Doppelerker, seitliches Zwerchhaus, Tordurchfahrt mit Maskenschlussstein, Laden, ortsentwicklungsgeschichtlich und baugeschichtlich von Bedeutung | 09264292 |
|                                         | Ehemaliges Konzert- und Ballhaus (zwei Gebäudeteile), später Wohnhaus in Ecklage | Zschochersche Straße 41; 41b (Karte)                                                           | um 1870 (Ballsaal) | Kopfbau an der Zschocherschen Straße (Nummer 41) mit Putzfassade, ursprünglich ansprechende Gestaltung in Formen der Neurenaissance (heute wiederhergestellt), Mittelrisalit, Gebäudeteil an der Amalienstraße (Nummer 41b) mit weitgehend erhaltener Fassadengliederung in Putz und Stein, in einem der ehemaligen Säle zeitweilig Kinonutzung, ortsentwicklungsgeschichtlich und kulturgeschichtlich von Bedeutung | 09264294 |
|                                         | Wohn- und Geschäftshaus in geschlossener Bebauung in Ecklage | Zschochersche Straße 41a (Karte)                                                               | 1899-1901 (Wohn- und Geschäftshaus)                                                                                          | aufwändig gestaltete Putzfassade mit üppiger Jugendstilstuckgliederung, bis 1912 mietweise als Warenhaus des Konsumvereins genutzt, straßenbildprägend, ortsentwicklungsgeschichtlich, baugeschichtlich und sozialgeschichtlich von Bedeutung | 09264293 |
|                                         | Wohnhaus in halboffener Bebauung | Zschochersche Straße 49 (Karte)                                                                | 1871-1872 (Wohnhaus) | Putzfassade in nachklingenden Klassizismusformen, Putz-, Stuck- und Steingliederungen, Läden, Zeugnis der frühen Vorstadtbebauung, ortsentwicklungsgeschichtlich von Bedeutung Das zweigeschossige verputzte Wohngebäude gehört zu den ältesten Häusern des in den 1850er Jahren entwickelten Plagwitzer Erweiterungsgebietes, lange Zeit besaß Plagwitz zur nahe gelegenen Stadt Leipzig keine direkte Verbindung und bewahrte seinen dörflichen Charakter. Am Verbindungsweg von Lindenau nach Kleinzschocher ließ in den Jahren 1871 und 1872 Johann Friedrich Golzsch das Wohnhaus sowie ein Seitengebäude im Hof mit Waschhaus und Stellmacherei errichten. Ladeneinbauten im Erdgeschoss geschahen 1900 und 1908 – ansonsten ist das traufständige Gebäude im Wesentlichen in seinem ursprünglichen Zustand erhalten. Dies zeigen u. a. die gleichmäßige Reihung stichbogig geschlossener Fenster im Obergeschoss mit kleinen Schmuckrosetten und geraden, auf klassizistischen Konsolen aufliegenden Verdachungen. Somit gehört der Bau zu einem im großstädtischen Umfeld selten gewordenen Haustypus, wie er in Leipziger Vororten seit der Miete des 19. Jahrhunderts von zumeist zugezogenen Gewerbetreibenden erbaut wurden und die solcherart die Entwicklung einer Verstädterung voranbrachten, Sanierung 2003. Das Haus ist ein wichtiges Zeugnis für die schrittweise Verstädterung des ehemaligen Dorfes und Leipziger Vorortes Plagwitz, die sich vor allem durch die zunehmende Ansiedlung und Entwicklung von Gewerbe und Industrie vollzog. LfD/2011 | 09264295 |
| Direkt Bild zu diesem Denkmal hochladen | Mietshaus in geschlossener Bebauung | Zschochersche Straße 50 (Karte)                                                                | um 1895 (Mietshaus) | späthistoristische Klinkerfassade mit Putz- und Kunststeingliederungen, seitliche Vorlagen, Läden, ortsentwicklungsgeschichtlich und baugeschichtlich von Bedeutung | 09298922 |
|                                         | Mietshaus | Zschochersche Straße 51 (Karte)                                                                | 1882 (Mietshaus) | Mietshaus in halboffener Bebauung mit Läden (Putzfassade) | 09299020 |
|                                         | Mietshaus in geschlossener Bebauung in Ecklage | Zschochersche Straße 52 (Karte)                                                                | 1895 (Mietshaus) | späthistoristoische Putz-Klinker-Fassade mit teils barockisierenden Formen, Klinker-, Putz- und Kunststeingliederungen, risalitartige Eckgestaltung mit Eckerker, Läden, straßenbildprägende Lage am Karl-Heine-Kanal, ortsentwicklungsgeschichtlich und baugeschichtlich von Bedeutung | 09264296 |
|                                         | Mietshaus in geschlossener Bebauung in Ecklage | Zschochersche Straße 53 (Karte)                                                                | um 1900 (Mietshaus) | reich gegliederte Putzfassade zwischen Späthistorismus und Jugendstil, Kunststein- und Putzgliederungen, drei Erker, bekrönt von Ziergiebeln, Läden, ortsentwicklungsgeschichtlich und baugeschichtlich von Bedeutung | 09264297 |
|                                         | Mietshäuser einer Wohnanlage (Anschrift: Industriestraße 54-62 und Zschochersche Straße 54/56), mit Reklamebild an der Giebelwand zum Karl-Heine-Kanal | Zschochersche Straße 54; 56 (Karte)                                                            | um 1880 (Mietshaus), 1929 (Werbung)                                                                                          | ursprünglich durch den Unternehmer Karl Heine errichtete Tagelöhnerwohnungen, später im Besitz des Futtermittelhändlers Wagner, schlichte Putzfassaden mit Putz- und Steingliederungen, an der Zschocherschen Straße Tordurchfahrt und Läden, wandhohe Reklamemalerei für Persil »Die weiße Dame« aus den 1920er Jahren von Seltenheitswert, ortsentwicklungsgeschichtlich, baugeschichtlich und kulturgeschichtlich von Bedeutung | 09264298 |
|                                         | Doppelmietshaus in halboffener Bebauung in Ecklage, mit Einfriedung | Zschochersche Straße 59; 61 (Karte)                                                            | 1895-1897 (Doppelmietshaus)                                                                                                  | späthistoristische Klinkerfassade mit Putz- und Kunststeingliederungen, mehrere Vorlagen, abgeschrägte Ecke mit Erker, ortsentwicklungsgeschichtlich und baugeschichtlich von Bedeutung | 09264299 |
| Direkt Bild zu diesem Denkmal hochladen | Mietshaus in geschlossener Bebauung | Zschochersche Straße 66 (Karte)                                                                | um 1890 (Mietshaus) | historistische Putzfassade in renaissancistischen Formen, Putz- und Kunststeingliederungen, Laden, ortsentwicklungsgeschichtlich und baugeschichtlich von Bedeutung | 09264300 |
| Direkt Bild zu diesem Denkmal hochladen | Doppelmietshaus in geschlossener Bebauung | Zschochersche Straße 68; 70 (Karte)                                                            | um 1900 (Doppelmietshaus) | Klinkerfassade in Formen des ausgehenden Historismus, Kunststeingliederungen, Doppelgaupe über der Mitte, zwei zugesetzte Läden, ortsentwicklungsgeschichtlich und baugeschichtlich von Bedeutung | 09264301 |
| Direkt Bild zu diesem Denkmal hochladen | Mietshaus in geschlossener Bebauung in Ecklage | Zschochersche Straße 71 (Karte)                                                                | um 1905 (Mietshaus) | Klinker-Putz-Fassade in Formen des ausgehenden Historismus und Jugendstils, Putz- und Kunststeingliederungen, risalitartige Eckbetonung mit Erker und Turmhaube, über dem Hauseingang Runderker, Läden, ortsentwicklungsgeschichtlich und baugeschichtlich von Bedeutung | 09264302 |
|                                         | Sudhaus an der Zschocherschen Straße sowie Denkmal für die Gefallenen der Weltkriege | Zschochersche Straße 75a; 79 (bei) (Karte)                                                     | um 1925 (Sudhaus) | auf dem Gelände der Brauerei von Carl Wilhelm Naumann zunächst Lagerkeller, ab 1864 Dampfbrauerei, teils Klinker-, teils Putzbauten in historistischen Formen, Sudhaus Klinkerbau in gemäßigt moderner Gestaltung der 1920er Jahre, Naumann-Brauerei ehemals eine der wichtigsten und größten Brauereien Leipzigs mit eigenem Schankbetrieb an verschiedenen Standorten, ortsentwicklungsgeschichtlich, baugeschichtlich sowie industriegeschichtlich von Bedeutung, die zur Erich-Zeigner-Allee gelegene Produktions- und Lagergebäude mit Pumpenhaus, Wagenschuppen sowie Einfriedungsmauer (entlang der Erich-Zeigner-Allee) 2018 abgebrochen | 09299178 |
| Weitere Bilder                          | Ehemalige Fabrik mit Produktionshallen, Verwaltungsgebäude mit Turm, Kontor mit Pförtnerwohnung und Werbeschriften am Giebel, Maschinenhaus mit Schornstein sowie Einfriedung und Vorgarten | Zschochersche Straße 78 (Karte)                                                                | 1888 (Fabrikhalle) | historistische Klinkerbauten mit reicher Klinkergliederung, zunächst Produktion von Dampfmaschinen und Motoren, später Druckereimaschinen, Zeugnis für die Industrieentwicklung von Plagwitz und den Industriebau im Allgemeinen sowie für die ehemalige Bedeutung Leipzigs als Zentrum des Maschinenbaus, baugeschichtlich, industriegeschichtlich und ortsentwicklungsgeschichtlich von Bedeutung; Gelände der ehemaligen Philipp Swiderski Maschinenbaufabrik | 09264305 |
|                                         | Fabrikgebäude (Hochbau I), Vorgarten und Einfriedung einer Textilfabrik (siehe auch Erich-Zeigner-Allee 64 und Wachsmuthstraße 1-3) | Zschochersche Straße 79c; 79d; 79e (Karte)                                                     | 1889-1891 (Fabrikgebäude) | markanter Klinkerbau in späthistoristischen Formen mit Klinker-, Putz- und Kunststeingliederungen, schmiedeeiserne Zieranker, verschiedene Veränderungen, wohl vor allem in Folge von Kriegseinwirkung, Einfriedung mit Feldsteinsockel, gemauerten Pfeilern und schmiedeeisernen Gittern, Kammgarnspinnerei Stöhr & Co. einst größte Fabrik ihrer Art in Deutschland, Zeugnis der herausgehobenen Rolle von Plagwitz als Industriestandort, ortsentwicklungsgeschichtlich, baugeschichtlich und industriegeschichtlich von Bedeutung | 09264307 |
|                                         | Heizkraftwerk und Turbinenhalle einer Textilfabrik (siehe auch Erich-Zeigner-Allee 64, Zschochersche Straße 79c-e und Wachsmuthstraße 1-3) | Zschochersche Straße 79e (neben) (Karte)                                                       | 1927-1929 (Kessel- und Maschinenhaus), um 1900 (Turbinenhaus)                                                                | Turbinenhalle Klinkerfassade in Formen des ausgehenden Historismus mit Klinkergliederungen, Heizkraftwerk Klinkerbau in moderner Gestaltung der 1920er Jahre, Kammgarnspinnerei Stöhr & Co. einst größte Fabrik ihrer Art in Deutschland, Zeugnis der herausgehobenen Rolle von Plagwitz als Industriestandort, Heizkraftwerk bemerkenswertes Beispiel für Industriearchitektur im Stil des Neuen Bauens, ortsentwicklungsgeschichtlich, baugeschichtlich und industriegeschichtlich von Bedeutung | 09264170 |
| Direkt Bild zu diesem Denkmal hochladen | Einzeldenkmale der Wohnanlage Wohnungsbaugesellschaft Leipzig-West: dreizehn Mehrfamilienhäuser einer Wohnanlage (siehe auch Sachgesamtheitsdokument - Obj. 09304789) | Zschochersche Straße 81; 83; 85; 87; 89; 91; 93; 95; 97; 99; 101; 103; 105 (Karte)             | 1926-1928 (Mehrfamilienwohnhaus)                                                                                             | zeittypische Wohnanlage der 1920er Jahre, Zeugnis des sozialen Wohnungsbaues der Weimarer Republik, Putzbauten, teils mit Klinkergliederungen, Einflüsse des Art déco und des Neuen Bauens, Läden, siehe auch Antonienstraße 14- 22, Einsteinstraße 2-20, Klarastraße 1-22 und Limburger Straße 23-33, Architekt: Richard Wagner, baugeschichtlich, sozialgeschichtlich und ortsentwicklungsgeschichtlich von Bedeutung | 09264308 |
| Direkt Bild zu diesem Denkmal hochladen | Sachgesamtheit Wohnanlage Wohnungsbaugesellschaft Leipzig-West, mit den Einzeldenkmalen: Mehrfamilienhäuser in Blockbebauung (siehe Einzeldenkmalliste - Obj. 09264308, Zschochersche Straße 81-105), Mehrfamilienhäuser in Blockbebauung (siehe Einzeldenkmalliste - Obj. 09264309, Antonienstraße 14-22), acht Mehrfamilienhäuser als zwei Wohnblöcke (siehe Einzeldenkmalliste - Obj. 09263719, Klarastraße 1, 3, 5, 7 und Klarastraße 2, 4, 6, 8), Mehrfamilienhäuser in Blockbebauung (siehe Einzeldenkmalliste - Obj. 09263719, Klarastraße 9-20), Mehrfamilienhäuser als Blockbebauung (siehe Einzeldenkmalliste - Obj. 09298846, Limburger Straße 23-33) und vier Mehrfamilienhäuser als Wohnblock (siehe Einzeldenkmalliste - Obj. 09298844, Einsteinstraße 2, 4, 6, 8) und Mehrfamilienhäuser in Blockbebauung (siehe Einzeldenkmalliste - Obj. 09298844, Einsteinstraße 10-20), mit Vorgärten an der Antonien-, Einstein- und Klarastraße, begrünten Innenhöfen und den Sachgesamtheitsteilen: weitere Mehrfamilienhäuser (Einsteinstraße 10, Klarastraße 20 und Limburger Straße 33a, ergänzende Neubauten) | Zschochersche Straße 81; 83; 85; 87; 89; 91; 93; 95; 97; 99; 101; 103; 105 (Karte)             | 1926-1929 (Wohnanlage) | zeittypische Wohnanlage der 1920er Jahre, Zeugnis des sozialen Wohnungsbaues der Weimarer Republik, in verschiedenen Typen entworfene Putzbauten, teils mit Klinkergliederungen, Einflüsse des Art déco und des Neuen Bauens, Architekt: Richard Wagner, baugeschichtlich, sozialgeschichtlich und ortsentwicklungsgeschichtlich von Bedeutung | 09304789 |
| Direkt Bild zu diesem Denkmal hochladen | Einzeldenkmale o. g. Sachgesamtheit: Mehrfamilienhauszeile einer Wohnanlage (siehe auch Sachgesamtheitsdokument - Obj. 09305210) | Zschochersche Straße 86; 88; 90; 92; 94 (Karte)                                                | 1926-1927 (Mehrfamilienhauszeile)                                                                                            | mit Läden, Putzfassaden mit Klinkergliederung, siehe auch Siemensstraße 14-22, Wachsmuthstraße 7-15 und Limburgerstraße 35-41, Architekt: Stadtbaurat Hubert Ritter, baugeschichtlich, ortsentwicklungsgeschichtlich und städtebaulich von Bedeutung Am 29. März 1926 wurde durch die Entwurfsabteilung des städtischen Hochbauamtes eine Planvorlage an das Wohnungsfürsorgeamt der Stadt Leipzig übersandt, das als Bauherr auftrat und durch Dr. Nitzsche zeichnungsberechtigt vertreten wurde. Die Pläne entstanden größtenteils im Dezember 1925 und Januar 1926, unterzeichnet wurden die Vorlagen vom Leiter des Hochbauamtes, dem Architekten Hubert Ritter (auf einigen Plänen vom Dezember 1925 befindet sich der Name Heidrich, auf denen vom 19. Januar 1926 ist mitunter der Name Seidler vermerkt). Ritter bzw. das Hochbauamt fungierten zudem als Bauleiter für das Projekt. Ein neuer farbiger Gesamtplan der Anlage mit Wegenetz und den vorgesehenen Baumpflanzungen datiert vom April 1926. Im gleichen Monat erging ein Antrag, mit den Ausschachtungsarbeiten beginnen zu dürfen (vorzeitiger Baubeginn), was im Leipziger Mietshausbau bereits seit Jahrzehnten praktiziert wurde. Der Bericht zur Grundbauprüfung trägt das Datum 1. Juni 1926 – am 3. Juli wurde die Baugenehmigung ausgereicht. Gesondert kamen Pläne für die Einfriedung an der Siemensstraße zur Beantragung, ebenso für die an der gleichen Straße gelegene Umformerstation. Für die Ausführung der Anlage wurden verschiedene Firmen unter Vertrag genommen: Ohme & Bechert sowie das Baugeschäft für Eisenbetonbau Carl Brömme, Baumeister Alfred Raue, das Baugeschäft Eduard Steyer, Baumeister A. Max Grosse als Inhaber des Baugeschäftes F. August Grosse für Hoch- und Tiefbau. Namhaft ist ferner Franz Zimmermann sowie die AG für Bauausführungen Hoch-, Tief- und Eisenbetonbau. Für die Wohnhausbauten erfolgte die Schlussprüfung am 19. Januar des Jahres 1927. Das im Mittelpunkt der Anlage eingeordnete zentrale Gebäude entstand zwischen April 1926 und April 1927 mit der Nutzung als Jugendheim, Zentralwäscherei, öffentliches Volksbad, daneben waren vorhanden eine Dienstwohnung und ein öffentlich zugänglicher Dachgarten. Zu DDR-Zeiten war hier ein Kindergarten eingerichtet. Im Zweiten Weltkrieg wurden die Häuser Wachsmuthstraße 5 und Limburgerstraße 43/45 weitgehend zerstört und im Frühjahr 1951 Pläne für den Wiederaufbau erarbeitet und Gutachten erstellt. Auftraggeber war die Stadt Leipzig, Stelle für Investitionen bzw. die KWA-Gruppe für Haus- und Grundbesitz. Entwurfsarbeiten und die Bauleitung übernahmen das Zweigbüro Leipzig im Landesprojektierungsbüro VEB Bauplanung Sachsen sowie die Ausführungs des Projektes der VEB Bau, Örtliche Industrie der Stadt Leipzig, Abteilung Bauhauptgewerbe. Bereits gut zwölf Monate später konnten sämtliche 36 Wohnungen bezogen werden. Alle drei Häuser besaßen quasi gleiche Grundrisse und sollten sich in ihrem Erscheinungsbild „deutlich vom alten Zustand absetzen“, ferner „für sich einwandfrei in der Aufteilung sein“. Sie zeugen vom behutsamen Umgang mit der vorhandenen Bausubstanz, als eine qualitätvolle Lösung für 'Neubau im Bestand' gefunden wurde, sozial- und baugeschichtlich ist der Wiederaufbau innerhalb nur eines Jahres sehr bemerkenswert. Die 36 Wohnungen in den als Dreispänner konzipierten viergeschossigen Häusern gehörten übrigens zu jenen 230 Wohnungen, die der Stadt Leipzig für das Jahr 1951 von der DDR-Regierung, Ministerium für Aufbau, bewilligt worden waren. Sämtliche Mauern wurden mit Normalziegeln errichtet und verputzt, die „Decken als Stahlsteindecken erstellt“ und die hölzerne Dachkonstruktion mit Biberschwänzen gedeckt. An der Limburger-, der Wachsmuth- sowie der Zschocherschen Straße bilden fünf oder sechs aneinangerstehende Mietshäuser eine Wohnhauszeile, während an der Siemensstraße zwei Doppelmietshäuser in Giebelstellung den Blick auf den zentralen „Gemeinschaftsbau“ lenken. Die Inszenierung des Solitärs wird durch eine ihm vorgelagerte Grünanlage sowie die Einfriedungsmauern an der Siemensstraße mit ungewöhnlich aufwendigen schmiedeeisernen Toren und zwei Plastiken auf hohen Torpfeilern unterstrichen. Sämtliche Gebäude sind über sichtbarem, teilweise bis weit ins Parterre gezogenem Klinkersockel verputzt, mit Klinkerbändern gegliedert und besitzen vorstehende Treppenhäuser zur Rhythmisierung der mit Ziegeldächern abschließenden Baukörper. Hofseitig öffnen sich kleine Loggien in den begrünten Innenhof, in dem eine mittig angeordnete Allee und Terrassen sowie auch zur Wäschetrocknung dienende Rasenflächen einen bemerkenswerten Gestaltungswillen zeigen. In den Erdgeschossen der Zschocherschen Straße – einer Leipziger Hauptverkehrsader und Ausfallstraße - wurden von Anfang an Läden vorgesehen. Von Interesse ist das Vorhaben im Jahr 1962 zur Umstellung des Ladens in Nummer 94 auf Selbstbedienung durch die Konsum-Genossenschaft Leipzig Südwest eGmbH. Mit Ausnahme der beiden Wohnblöcke im Inneren mit entstellenden Kunststofftüren und -fenstern sind für die übrigen Mietshäuser original erhaltene Ausstattungselemente zu konstatieren: die Hauseingangstüren und Treppenhäuser, Wohnungseingangstüren und Treppenhausfenster, Fußbodenkacheln und eiserne Gitter. Das Transformatorenhaus an der Siemensstraße, als kompletter Klinkerbau, ehemals mit Schieferdeckung, fügt sich als reiner Funktionsbau hinsichtlich seiner Gestaltung in die Gesamtanlage ein. LfD/2012, 2014       | 09264310 |

## Ehemalige Kulturdenkmale
| Bild                                    | Bezeichnung                    | Lage                           | Datierung          | Beschreibung | ID       |
| --------------------------------------- | ------------------------------ | ------------------------------ | ------------------ | --- | -------- |
|                                         | Eisenbahngleisanschlüsse       | (Karte)                        |                    | Eisenbahngleisanschlüsse verschiedener Betriebe als Sachgesamtheit (Verlauf)                                                                    | 09294969 |
| Direkt Bild zu diesem Denkmal hochladen | Werkstattgebäude               | Erdmannstraße 12 (Karte)       | 1885 (Werkstatt)   | Werkstattgebäude mit Tordurchfahrt in heute halboffener Bebauung (Klinker-Putz-Fassade)                                                         | 09298873 |
| Direkt Bild zu diesem Denkmal hochladen | Gestaltete Grünflächenbereiche | Erich-Zeigner-Allee (Karte)    | um 1888 (Platz)    | Gestaltete Grünflächenbereiche um die 1888 errichtete Plagwitzer Heilandskirche                                                                 | 09264622 |
| Direkt Bild zu diesem Denkmal hochladen | Beamtenwohnhaus                | Lauchstädter Straße 43 (Karte) | um 1905 (Wohnhaus) | Beamtenwohnhaus in offener Bebauung und in rückwärtiger Lage mit Einfriedung, Straßen- und Wegpflasterung, Vorplatz und Garten (Klinkerfassade) | 09264161 |